# Eschweiler
Die Stadt Eschweiler [ˈɛʃˌvaɪlɐ] (von lateinisch Ascvilare, Eschweiler Platt Aischwiile, französisch (veraltet) Exvilliers) ist eine Mittelstadt in der Städteregion Aachen. Sie ist ein Mittelzentrum mit einem der größten Krankenhäuser der Region, Sitz mehrerer Behörden wie der Bundespolizei und regional bedeutender Kultureinrichtungen sowie Karnevalshochburg. Aufgrund ihrer zentralen Lage und Autobahnanbindung bildet sie einen Verkehrsknotenpunkt in der Städteregion. Von der Keltenzeit bis ins 20. Jahrhundert prägten Bergbau und Tagebau die Stadt. Sehenswert sind die zahlreichen Burgen und Herrenhäuser sowie die Inde-Auen und der Blausteinsee.
Ihre heutige Form erhielt sie 1972 durch Eingliederung von Dürwiß, Laurenzberg, Lohn und Weisweiler sowie Wiedereingliederung von Kinzweiler in die Stadt Eschweiler.

## Geografie

### Lage und landschaftliche Beschreibung
Die Fläche des Stadtgebiets beträgt 75,75 Quadratkilometer. Die weiteste Ausdehnung in der Ost-West-Achse beträgt 10,75 km, in der Nord-Süd-Achse 11,65 km. Der tiefste Punkt mit 94 m ü. NHN liegt an der Inde, angrenzend an die Gemeinde Aldenhoven, der höchste mit 266 m angrenzend an Stolberg (Straße Duffenter); die mittlere Höhenlage, gemessen am Markt, beträgt 140 m.
Eschweiler liegt, angrenzend an den Kreis Düren, am Nordhang der Eifel im Übergang zur Jülich-Zülpicher Börde im westlichen Rheinland und ist Bestandteil der Euregio Maas-Rhein. Eschweiler hat Anteil an der Industrielandschaft des Aachener Steinkohlenreviers und des Rheinischen Braunkohlereviers der Kölner Bucht.
Das annähernd kreisrunde Stadtgebiet Eschweilers ist landschaftlich in drei Bereiche zu gliedern:
- Der nördliche Bereich beinhaltet Teile einer Bördenlandschaft, renaturierte Landflächen mit dem Blausteinsee sowie weitläufige landwirtschaftliche Nutzflächen.
- Die Inde, welche fast mittig durch das zentrale Stadtgebiet verläuft und insgesamt sieben Stadtteile durchfließt/angrenzt und dabei sowohl begradigte Abschnitte, wie auch renaturierte Bereiche mit einer künstlich ermöglichten Auenlandschaft passiert.
- Der südliche Bereich ist vermehrt landwirtschaftlich bestimmt, weist mit der vorhandenen Halde Nierche jedoch auch Überreste der ehemaligen Montantätigkeiten auf. Eben so vorhanden sind größere bewaldete Flächen, darunter der Propsteier Wald, der Eschweiler Stadtwald, das Gebiet Korkus und der Bovenberger Wald.

| Flächenart                                             | Hektar (ha) | % Anteil |
| ------------------------------------------------------ | ----------- | -------- |
| Landwirtschaft./gärtnerisch/Heideflächen               | 3.425,4380  | 45,22 %  |
| Betriebsflächen (u. a. Halden, Lagerplätze, Abbauland) | 100,0856    | 1,32 %   |
| Waldflächen                                            | 1.411,9562  | 18,64 %  |
| Erholungsflächen (u. a. Grünanlagen, Sportflächen)     | 217,3294    | 2,87 %   |
| Wasserflächen                                          | 174,4952    | 2,30 %   |
| Andere Nutzung (Friedhof, Schutzflächen)               | 52,8716     | 0,70 %   |
| Haus-, Hof-, Gewerbe- und Industrieflächen             | 1.496,1924  | 19,75 %  |
| Verkehrsflächen (Straßen, Wege, Plätze, Bahngelände)   | 696,8374    | 9,20 %   |
| Gesamt                                                 | 7.575,21    | 100 %    |

| Die zur Anzeige dieser Grafik verwendete Erweiterung wurde dauerhaft deaktiviert. Wir arbeiten aktuell daran, diese und weitere betroffene Grafiken auf ein neues Format umzustellen. (Mehr dazu) |

### Geologie
Eschweiler liegt im Gebiet des rheinischen Schiefergebirges.
In der südlichen Hälfte des Stadtgebiets treten Ton-, Schluff- und Sandsteine mit Steinkohleflözen, Quarziten, Konglomeraten, Kalk- und Dolomitsteinen aus dem Devon und dem Karbon auf, von denen Quarzit sowie Kalk- und Tonstein in wirtschaftlich bedeutender Quantität vorkommen. Von den vor 300 Millionen Jahren gefalteten Schichten blieb nur ein flachwelliger Gebirgsrumpf übrig, welcher in nördlicher Richtung unter die Lockergesteinsfüllung der Niederrheinischen Bucht taucht. Die nördliche Hälfte besteht aus bis zu 500 Meter mächtigen Tonen, Schluffen und Sanden mit Braunkohle des Tertiärs. Sie sind von Kiessanden der eiszeitlichen Maas großflächig bedeckt. Die Lockergesteine sind an bis heute noch aktiven Verwerfungen verstellt.
Die Böden im nördlichen Stadtgebiet sind ursprünglich Parabraunerden, seit der Rekultivierung des Braunkohletagebaus jedoch größtenteils künstlich aufgetragener Löss und Lösslehm. Steinkohlebergbau und Braunkohletagebau hinterließen mehrere aus Bergematerial aufgeschüttete und heute meist forstwirtschaftlich genutzte Halden wie den Schwarzen Berg (250 m) im Stadtwald, die Halde Nierchen (223 m) bei Hücheln und Auf der Kippe (169 m) bei Eschweiler-Ost. Im Tal der Inde sind unter dem Einfluss periodischer Überflutungen und starker Grundwasserschwankungen Auenböden entstanden: die Indeauen.
Primäre Grundwasserleiter sind auf Eschweiler Stadtgebiet die Kalk- und Dolomitgesteine sowie die oberflächennah anstehenden kiesig-sandigen Ablagerungen der Maas. Im südlichen Teil des Stadtgebiets wird der Festgesteinsuntergrund als sehr gut tragfähig eingestuft, und auch die Sande und Kiese in der nördlichen Hälfte können hohe Bauwerksbelastungen aufnehmen. In der Vergangenheit traten bergbaubedingte Einflüsse auf Bauwerke in geringem Maße auf.
Seit der Jungsteinzeit findet der Eschweiler Kohlensandstein (EKS) für Ambosse, Mahlsteine und Häuserbau Verwendung.

### Gewässer

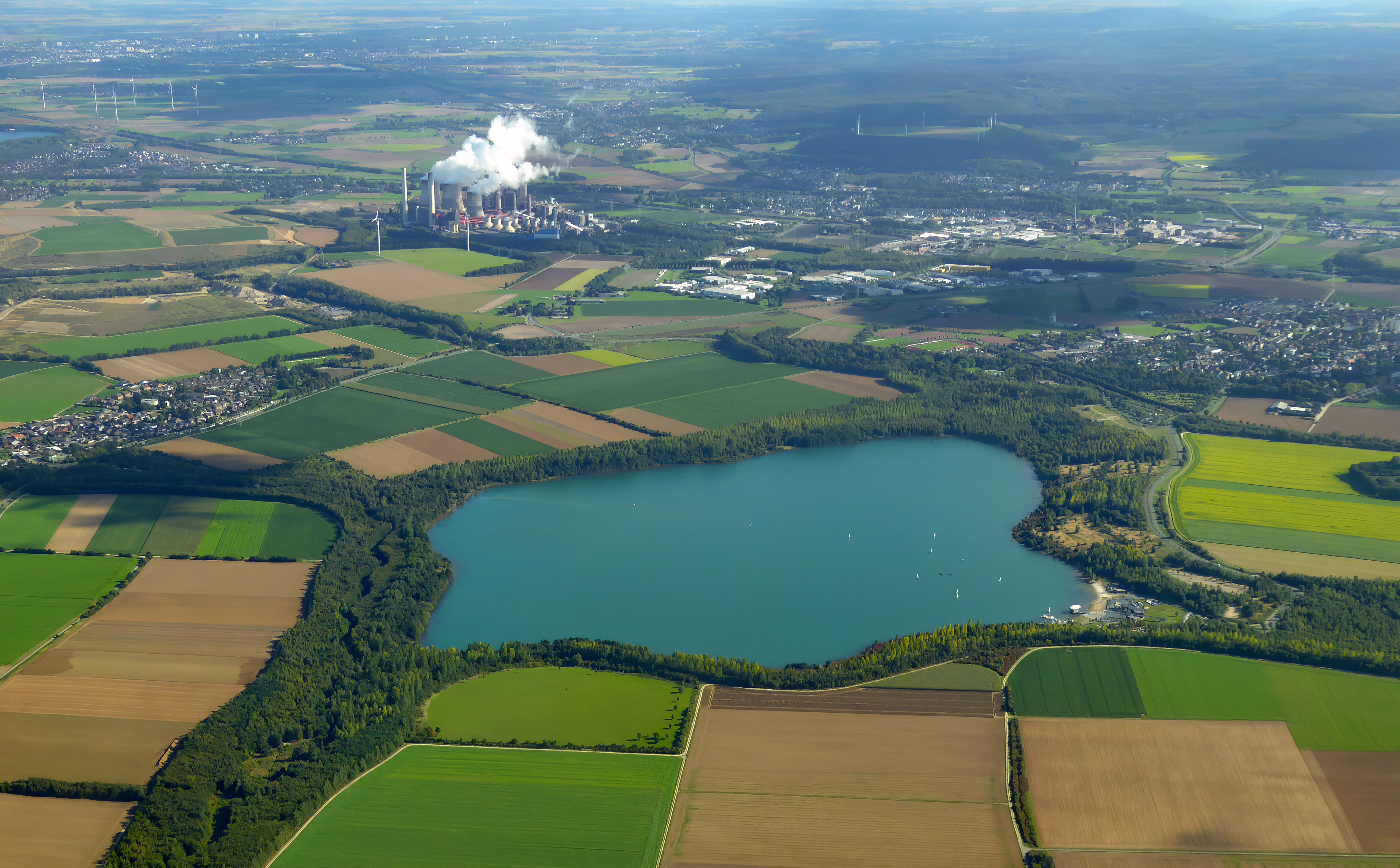
Luftaufnahme des Blausteinsees, Stadtteil Dürwiß

Das größte fließende Gewässer in Eschweiler ist der Fluss Inde, welcher (der Fließrichtung folgend) durch die Stadtteile Pumpe-Aue, Röhe, Stadtzentrum und Innenstadt, Nothberg, Weisweiler und Neu-Lohn fließt, um im späteren Verlauf bei Kirchberg (Jülich) in die Rur zu münden. Die Inde verläuft ca. zehn Kilometer durch das Stadtgebiet, in dem über sie eine Autobahnbrücke, vier Eisenbahnbrücken, sieben Fußgängerbrücken (Aue, Jahnstraße, Wurstbrückchen Kochsgasse, Wollenweberstraße, Schlachthof, Wasserwiese, Am Mühlengraben Weisweiler) und 12 Straßenbrücken führen.
Erwähnenswerte Bäche sind der Merzbach, der Omerbach, der Otterbach, der Saubach und zahlreiche Fließe.
Das größte stehende Gewässer ist der im Rahmen der Renaturierung des ehemaligen Tagesbaus Zukunft künstlich angelegte Blausteinsee, gefolgt vom Koppweiher im Stadtwald. Weitere Teiche liegen im Propsteier Wald, Stadtwald, Bovenberger Wald, beim Industrie- und Gewerbepark IGP, im Gewerbegebiet Im Hasselt sowie bei Burgen und Mühlen.

### Klima
Eschweiler liegt in der kühl gemäßigten bis ozeanischen Klimazone, in welcher feuchte Winde aus westlichen Richtungen von der Nordsee vorherrschen. Hier fallen zu allen Jahreszeiten Niederschläge, die im Windschatten der Eifel etwas geringer ausfallen als in den Regionen des Niederrheins. Die Winter sind relativ mild und die Sommer verhältnismäßig kühl. Die Jahresdurchschnittstemperatur liegt bei 8 bis 10 °C. Bei Westwindlage kann sich im Lee der Eifel eine leichte Föhnwetterlage ausbilden.
|                   | Jan  | Feb  | Mär  | Apr  | Mai  | Jun  | Jul  | Aug  | Sep  | Okt  | Nov  | Dez  |   |       |
|                   |      |      |      |      |      |      |      |      |      |      |      |      |   |       |
| Niederschlag (mm) | 67,0 | 64,5 | 66,5 | 56,3 | 72,2 | 84,0 | 77,4 | 75,4 | 68,2 | 68,0 | 63,2 | 73,2 | Σ | 835,9 |

|  |

|  |

|  |

|  |

|  |

|  |

|  |

|  |

|  |

|  |

|  |

|  |

|  |

|  |

|  |

|  |

|  |

|  |

|  |

|  |

|  |

|  |

|  |

|  |

### Stadtgliederung
Eschweiler gliedert sich in 15 Stadtteile (Daten zur Einwohnerzahl: Stand 31. Dezember 2018):
| Statistischer Bezirk | Name         | Zugehörige Viertel                           | Einwohnerzahl | Gliederungsübersicht   |
| -------------------- | ------------ | -------------------------------------------- | ------------- | ---------------------- |
| 01                   | Stadtzentrum | Eschweiler-West, Eschweiler-Ost, Vöckelsberg | 12.077        | Gliederung Eschweilers |
| 02                   | Innenstadt   | Altstadt, Klee Oepe, Eschweiler-Südstadt     | 5.062         | Gliederung Eschweilers |
| 03                   | Röthgen      |                                              | 4.920         | Gliederung Eschweilers |
| 04                   | Röhe         |                                              | 2.446         | Gliederung Eschweilers |
| 05                   | St. Jöris    |                                              | 812           | Gliederung Eschweilers |
| 06                   | Kinzweiler   |                                              | 1.894         | Gliederung Eschweilers |
| 07                   | Hehlrath     |                                              | 1.314         | Gliederung Eschweilers |
| 08                   | Dürwiß       |                                              | 7.584         | Gliederung Eschweilers |
| 09                   | Neu-Lohn     | Fronhoven                                    | 832           | Gliederung Eschweilers |
| 10                   | Weisweiler   | Hücheln, Wilhelmshöhe                        | 5.912         | Gliederung Eschweilers |
| 11                   | Nothberg     |                                              | 2.050         | Gliederung Eschweilers |
| 12                   | Bergrath     | Bohl, Volkenrath                             | 5.528         | Gliederung Eschweilers |
| 13                   | Hastenrath   | Scherpenseel                                 | 2.074         | Gliederung Eschweilers |
| 14                   | Stich *      |                                              | 3.155         | Gliederung Eschweilers |
| 15                   | Pumpe *      | Aue, Siedlung Waldschule                     | 2.679         | Gliederung Eschweilers |

### Nachbargemeinden
(Klein und kursiv geschrieben sind nicht mehr eigenständige Ortsteile der Nachbargemeinden.)
| Alsdorf Hoengen       | Aldenhoven                                  | Inden Frenz |
| Würselen Broichweiden | Kompassrose, die auf Nachbargemeinden zeigt | Langerwehe  |
| Aachen                | Stolberg (Rhld.)                            | Gressenich  |

## Geschichte
Politische Zugehörigkeit Eschweilers ab dem Jahr 800 (Frk. = Frankreich):

### Steinzeit und Kelten
Gesichert durch mehrere Funde ist eine Besiedlung in der Jungsteinzeit um 5500 v. Chr. Etwa ein Jahrtausend später betrieben erste Ackerbauer der Bandkeramikzeit Getreideanbau und Viehzucht auf den fruchtbaren Lössböden im Norden des Eschweiler Stadtgebiets am Merzbach. Ebenfalls gesichert ist eine zusammenhängende Siedlung der Rössener Kultur, eine jungsteinzeitliche Besiedlung, ein Keltendorf, erste Spuren menschlicher Ansiedlung in der heutigen Stadtmitte der Latènekultur, ein keltisches Bergwerk aus der Eisenzeit und eine Siedlungsstelle der jüngeren Eisenzeit. Die Kelten hinterließen mehrere Namen in Eschweiler wie Erberich, Inde und Killewittchen.

### Römer und Franken
Von den Römern sind in und um Eschweiler zahlreiche Villae rusticae und ein Straßennetz nachgewiesen. Das Tal der Inde war dicht besiedelt, jedoch bildete sich keine urbane Siedlung aus. Weitere erwähnenswerte Funde sind eine Kultstelle der westgermanischen Sunuker zu Ehren ihrer Stammesgöttin Sunuxal im Propsteier Wald, eine Sesterze von 163 mit dem Bildnis Marc Aurels in Dürwiß, eine römische Leopardenstatuette aus Bronze aus dem 3. Jahrhundert im Propsteier Wald sowie ein Heiligtum der Matronen Alaferhviae und Amfratninae.
476 gehörte der Eschweiler Raum zum Frankenreich Chlodwigs I., 511 dann – nach der ersten Teilung – zum fränkischen Austrien und 714 zum karolingischen Frankenreich. Aus der Zeit um 800 stammt eine hölzerne Kapelle an der Stelle der späteren Kirche in Laurenzberg, welches um 1400 als Berga Laurencii erwähnt wurde.

### Erste Erwähnung und Mittelalter

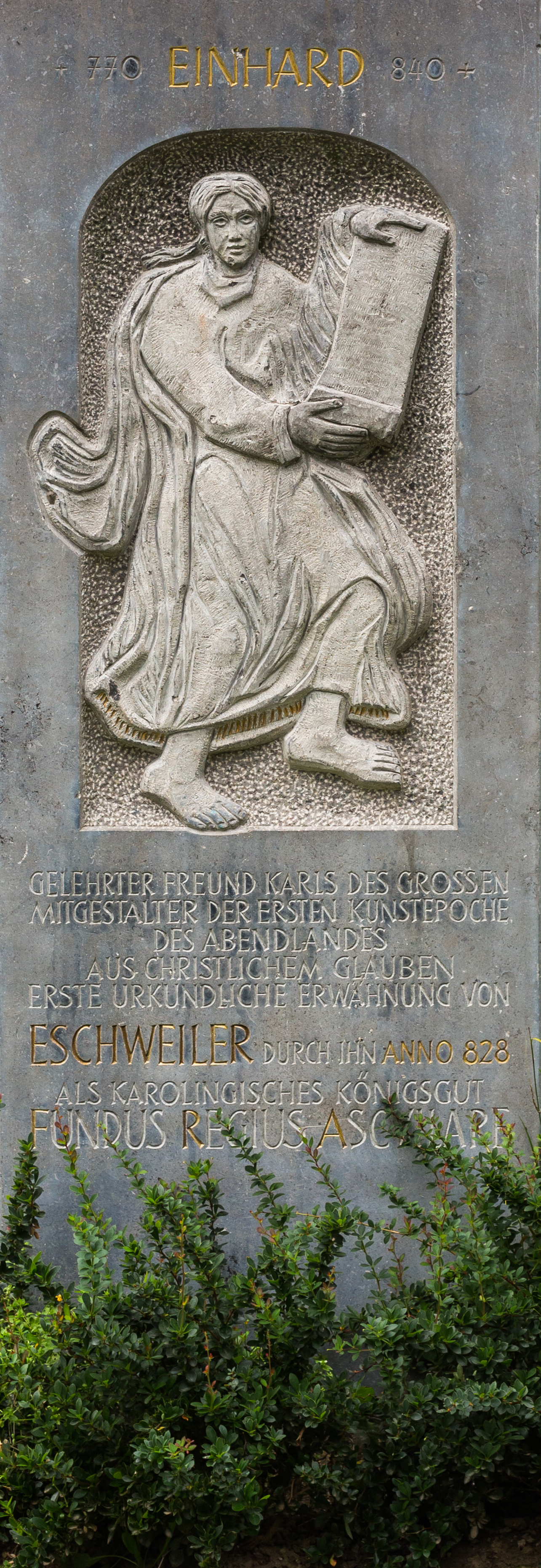
Einhard-Denkmal im Stadtgarten

Von 828 stammt die erste urkundliche Erwähnung Eschweilers als karolingisches Königsgut „Ascvilare“ durch Einhard: Ascvilare wird ein Königsgut genannt, von Aachen vier Leugen (= rund 16 km) entfernt. 830 wurden die drei Rodungsorte Bergrath, Hastenrath und Volkenrath im Südosten des Königsgutes gegründet. 843 gehörte Eschweiler zum Mittelreich Lothars I., welcher 851 eine Nona (den neunten Anteil) von der Villa Aschwilra dem Münsterstift zu Aachen schenkte. 888 erwähnte eine Urkunde König Arnulfs Eschweiler als Ascvilra, das dem Aachener Marienstift zehntpflichtig ist.
Aus dem Hochmittelalter um 900 stammen vermutlich die Niederungsburgen (Motten) von Lürken und Kinzweiler. Eine Urkunde von 930 erwähnt Eschweiler als Aschwilre. Um 950 kam die Angriffswelle der Magyaren (Ungarn) im Eschweiler Raum an und 962 gehörte Eschweiler zum Heiligen Römischen Reich Deutscher Nation. Urkunden erwähnen das zum Jülichgau gehörige Eschweiler 966 als Aschwilra, 1003 als Escuuilre, 1082 als Escwilere, 1161 als Eschuilre und 1226 als Eschwilre.
Von 1138 bis 1250 gehörte Eschweiler zu Niederlothringen im Stauferreich und 1216 verpfändete Gerhard von Randerath, der Vogt des Eschweiler Domhofes, seine Vogtei über Eschweiler, Aldenhoven, Inden und das Kirchspiel Lohn der Kölner Domkirche, wodurch der Eschweiler Raum an das Kölner Domkapitel kam. Die Eschweiler Burg, eine von einer Schutzmauer mit sechs Türmen umgebene Wasserburg, stammt aus jener Zeit. 1274 wurde das Zisterzienserinnenkloster St. Jöris gegründet.
1362 erwähnte eine Urkunde Eschweiler als Eyschwilre; zu jener Zeit schuf ein unbekannter Künstler die heute in St. Peter und Paul befindliche Lederpietà.
Johann von Kempenich verkaufte 1420 die Eschweiler Vogtei mit seinem dortigen Besitz an Herzog Reinald von Jülich, womit Eschweiler zum Herzogtum Jülich gehörte und der Jülicher Löwe in das Eschweiler Siegel kam. 1490 besiegelten Eschweiler Schöffen eine Urkunde; das daran hängende Siegel zeigt den Jülicher Löwen und den Petrus-Schlüssel in der oberen rechten Ecke des Wappens, ohne dass wie auf dem heutigen Stadtwappen der Löwe den Schlüssel in seinen Vorderpranken hält; Eschweiler wurde Eschwillre genannt und der dritte, gotische Bau der heutigen Kirche St. Peter und Paul wurde vollendet.

### Der Eschweiler Kohlberg
Von 1394 stammt die älteste bekannte Urkunde über den Eschweiler Bergbau: der sogenannte Eschweiler Kohlberg (Koylberg zu Eschwylre). Die Eschweiler Bergwerke waren im Besitz der Herzöge von Jülich. Zunächst in unzähligen Pingen und kleineren Schächten wurde dort Kohle ohne größere Technik bei geringen Teufen gefördert. Bei zunehmender Tiefe wurden die Grubenwässer zum Problem, wodurch der Wasserhaltung – auch Rosskunst und Herrenkunst genannt – eine hohe Bedeutung zukam. 1555 wurde diese Rosskunst erwähnt, und seit spätestens 1571 waren Wasserräder im Eschweiler Bergbau im Einsatz. 1632 wurde die für die Wasserhaltung wichtige Herrenkunst – benannt nach den Herren von Jülich – errichtet. Der großindustrielle Abbau setzte in der zweiten Hälfte des 18. Jahrhunderts ein und prägte Eschweiler für fast zwei Jahrhunderte.
Insgesamt über vier Jahrhunderte wurde Steinkohle in Eschweiler Gruben wie der Grube Aue, Grube Christine und Grube Ichenberg gefördert. Die Grube Birkengang bestand von 1803 bis 1883, die Grube Wilhelm vom 16. Jahrhundert bis 1874. Das bedeutendste Bergwerk war die Grube Centrum mit neun Förder- und sechs Kunstschächten. Von 1805 bis 1891 wurden hier in Spitzenzeiten etwa 30 Prozent der Förderkapazität des Aachener Steinkohlenreviers mit bis zu 1348 Beschäftigten gefördert. In der Grube Propstei wurde 1701 bis 1879 Steinkohle bei einer Teufe von 301 Metern gefördert, und in der Grube Reserve, dem letzten Steinkohlenbergwerk des Eschweiler Bergbaus, von 1856 bis zum Stromausfall am 28. September 1944 durch US-amerikanischen Artilleriebeschuss.
In der Grube Albert wurden von 1840 bis 1917 Zink, Blei und Eisen gefördert, in der Grube Glücksburg von 1838 bis 1884 neben Zink und Blei auch Brauneisenstein. Das Zinkerz wurde in Eschweiler in drei Zinkhütten verarbeitet: in der Zinkhütte Velau von 1819 bis 1848, in der Zinkhütte Birkengang von 1845 bis 1926 und in der Zinkhütte Steinfurt von 1850 bis 1859.

### Frühe Neuzeit
Aus dem Jahre 1533 datiert die erste Einwohnerangabe von 850 Seelen. 1542 trat die erste für das Inderevier geltende Bergordnung in Kraft; 1543 kam es zur Plünderung Eschweilers und starken Beschädigung der Burg Nothberg durch die Truppen Kaiser Karls V. während des Erbfolgestreits um Geldern. 1555 stand in einem Verzeichnis über die Gerichtsverfassung im Herzogtum Jülich das Gericht Eschweiler mit den Orten Eschweiler, Bergrath, Röhe, Röthgen und Schaufenberg; die Nothberger Burg erfuhr eine große Umgestaltung.
1642 wurde Eschweiler während des Dreißigjährigen Krieges durch hessisch-weimarisch-französische Truppen eingenommen und geplündert. 1646 rissen kaiserliche Truppen die Galerie der Nothberger Burg nieder und 1678 plünderten und brandschatzten Truppen des französischen Königs Ludwig XIV. Eschweiler vollständig. Die wertvolle Lederpietà wurde jedoch gerettet; beim Wiederaufbau erhielt St. Peter und Paul eine barocke Turmhaube. Zwei Jahre später war Eschweiler Marktflecken, zu dem Bergrath, Röthgen und Röhe gehörten und zählte wieder 2000 Einwohner. 1756 richtete das Erdbeben bei Düren 1756 auch in Eschweiler schwere Schäden an (Eschweiler liegt im Erdbebengebiet Kölner Bucht).
Im Herzogtum Jülich gehörte das heutige Stadtgebiet größtenteils zum Amt Eschweiler, während Dürwiß, Hastenrath, Nothberg und Volkenrath dem Amt Wilhelmstein zugeordnet waren.

### Vor und während der Franzosenzeit

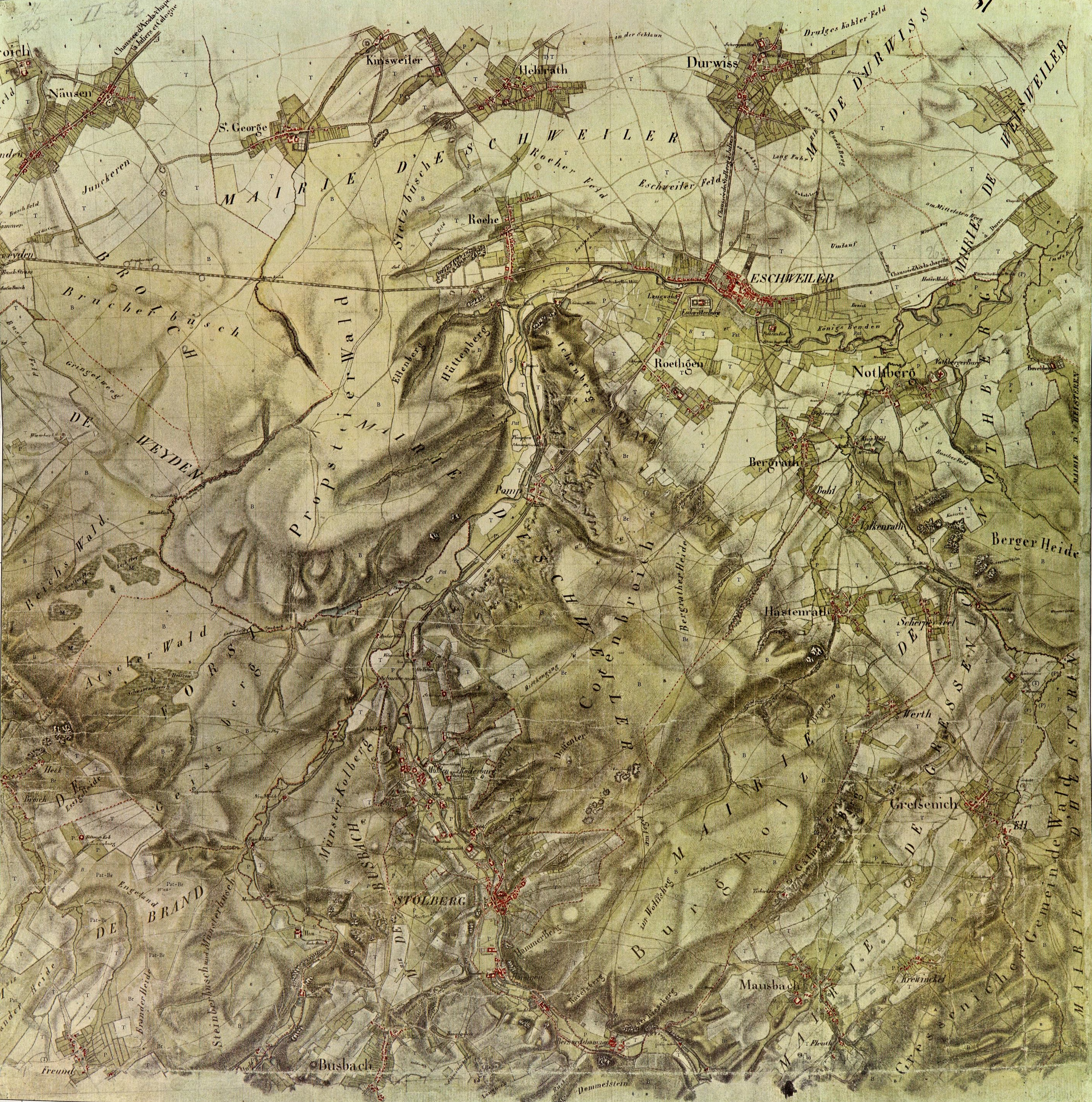
Eschweiler und Umgebung um 1800

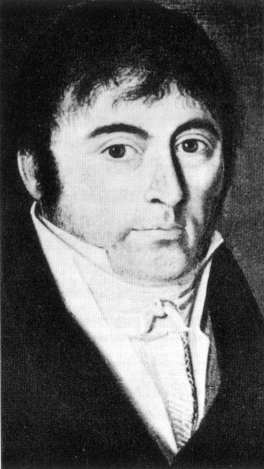
Carl Englerth – Prägende Persönlichkeit Eschweilers

1749 gab es auf dem Eschweiler Kohlberg 78 fördernde Gruben. 1775 erließ Kurfürst Karl Theodor eine Bergordnung für seinen Eschweiler Kohlberg. 1784 erwarb die Familie Wültgens-Englerth Abbaurechte und begann, die Konzessionen durch Zukauf zu erweitern, was 50 Jahre später zur Gründung des Eschweiler Bergwerksvereins führte. 1793 stand eine der ersten Dampfmaschinen Deutschlands in Eschweiler-Pumpe. 1805 erhielten Ferdinand Wültgens und Carl Englerth aufgrund eines Dekrets von Napoléon Bonaparte eine Großkonzession nach französischem Recht auf die gesamte Fläche der Flöze und bis zur ewigen Teufe. Die Wasserhaltung und Flözbegrenzung durch die Herrschaft der Grafen von Jülich war damit beendet. Das ehemalige Pumpenhaus sowie das Steigerhaus und weitere Gebäude stehen unter Denkmalschutz. Eschweiler-Pumpe ist der Geburtsort von Franz Reuleaux, dem Begründer der Kinematik.
1794 besetzten die Franzosen das linke Rheinufer und errichteten als einen Teil Frankreichs das Département de la Roer und damit auch den 19.000-Seelen-Kanton Eschweiler, mit Eschweiler als Hauptort. Am 11. Oktober 1800 wurde der etwa 2900 Einwohner zählende Flecken Eschweiler zur Mairie erhoben mit Carl Englerth als ersten Maire. 1808 wurde das Friedensgericht in das Haus des Friedensrichters Lorenz Eichhoff verlegt. Der knapp 25.000 Einwohner zählende Gerichtsbezirk umfasste Bardenberg, Broich, Büsbach, Dürwiß, Eschweiler, Gressenich, Hoengen, Lamersdorf, Langerwehe, Nothberg, Stolberg und Weisweiler, welche auch alle zum Kanton Eschweiler gehörten.
Die katholische Kirchenverwaltung stellte sich in dieser Zeit wie folgt dar:
- Bis 1801 gehörte Eschweiler zum Erzbistum Köln
- Ab 1802 bis 1821 zum Bistum Aachen
- Ab 1821 kam die Stadt wieder an das Erzbistum Köln
- Im Anschluss (ab dem Jahr 1930) wurde sie erneut dem Bistum Aachen zugeteilt

### Preußen und Industrialisierung

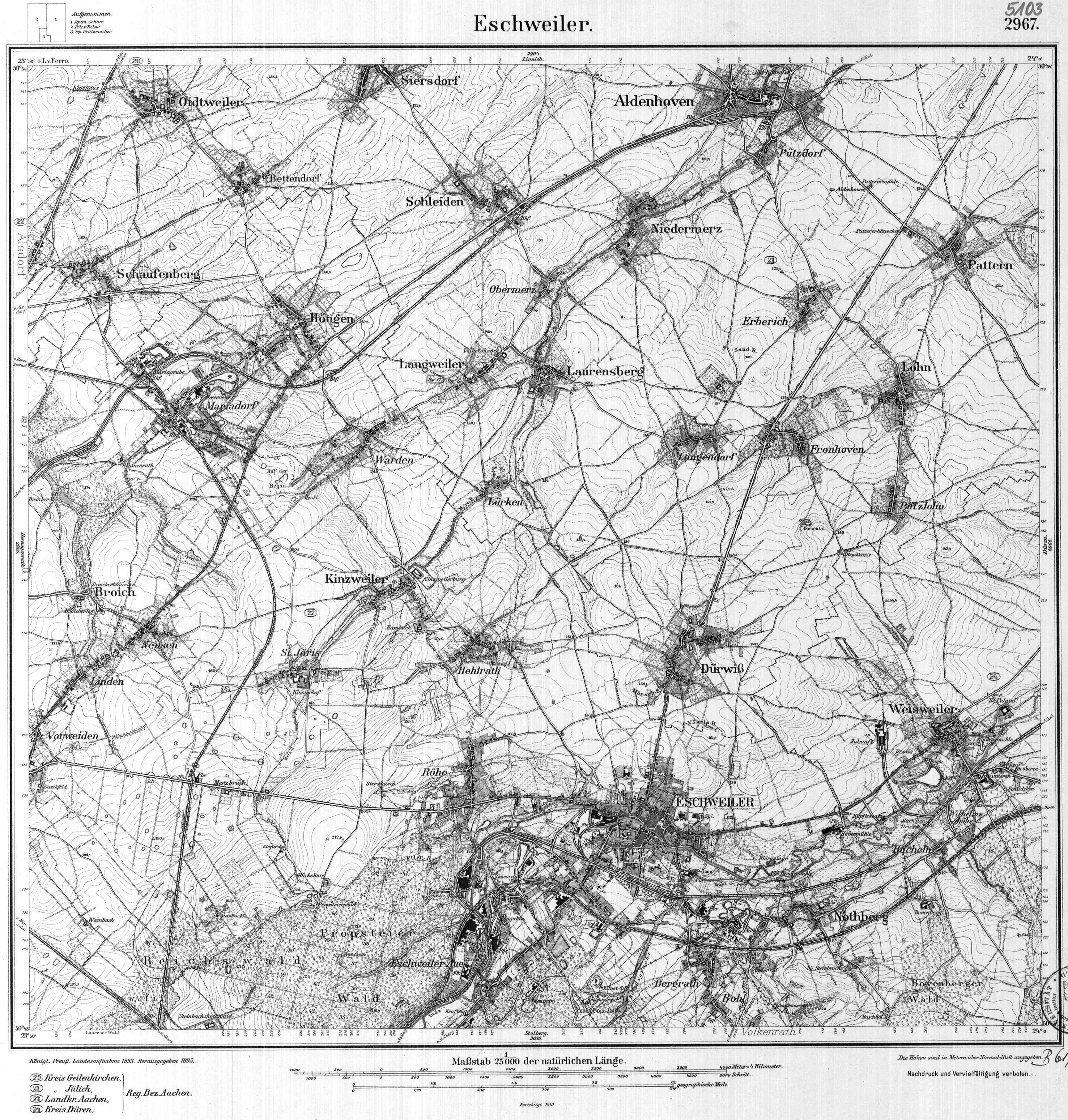
Eschweiler, Kartierung von 1893

Nach dem Wiener Kongress kam 1815 die Rheinprovinz und damit auch Eschweiler zum Königreich Preußen, das im Wesentlichen aus den Kantonen Burtscheid und Eschweiler den Landkreis Aachen bildete, der zum Regierungsbezirk Aachen gehörte. Die Stadt entwickelte sich. So wurde am Langwahn die erste feste Holzbrücke für Fuhrwerke über die Inde und an der Dürener Straße ein Rathaus gebaut. Ab dem 27. Juni 1822 gehörte die Stadt zur Rheinprovinz. 1841 wurde Eschweiler an das Eisenbahnnetz angeschlossen, 1845 die Eschweiler Burg „De Kaffemöll“ durch Friedrich Englerth für 100.000 Taler wiederaufgebaut und 1854 das Hospital eröffnet.
Am 1. April 1841 wurde eine Personenpost zwischen Eschweiler und Stolberg eingerichtet, die täglich um 7 Uhr und 19 Uhr verkehrte; die Post wurde von Düren über Eschweiler und Vorweiden nach Aachen befördert. Am selben Tag ging auch eine regelmäßige Postbeförderung in Betrieb: zweimal täglich Eschweiler–Dürwiß–Jülich und einmal täglich Eschweiler–Dürwiß–Aldenhoven–Linnich. Eine täglich verkehrende Personenpost nach Linnich wurde am 15. März 1851 eingerichtet.
Im Rahmen der industriellen Entwicklung der Region, zogen immer mehr Bewohner in das Stadtgebiet: Obwohl aus Eschweiler vier Ortsteile ausgemeindet wurden, versechsfachte sich seine Einwohnerzahl zwischen 1820 und 1920. 1858 erfolgte die Verleihung der Stadtrechte an die Gemeinde Eschweiler durch allerhöchste Kabinettsorder König Friedrich Wilhelms IV. von Preußen. 1873 führte durch Eschweiler eine zweite Eisenbahnlinie der Bergisch-Märkischen Eisenbahn, die Talbahnlinie. Die Innenstadt dehnte sich kontinuierlich nach Süden aus und erhielt weitere repräsentative Gebäude wie das Gymnasium Grabenstraße, das Amtsgericht, das Hauptpostamt, die evangelische Dreieinigkeitskirche, die Synagoge, das Kreisaltenheim, die Eschweiler Bank, eine Reichsbank-Nebenstelle, ein Waisenhaus, einen Schlachthof, eine Bade- und Waschanstalt und mehrere Schulen. 1860 beleuchteten die ersten Gaslaternen das nächtliche Eschweiler mit seinen 13.000 Einwohnern. 1879 wurde die älteste Eschweiler Karnevalsgesellschaft Ulk gegründet und im nächsten Jahr fand der Rosenmontagszug mit dem ersten namentlich bekannten Eschweiler Prinzen Peter I. statt.
Unter Ludwig Carbyn, Bürgermeister von 1902 bis 1910 und Gründer der Gemeinnützigen Wohnungsgenossenschaft, entwickelte sich Eschweiler baulich zur Stadt. In seine Amtszeit fielen zahlreiche Neubauten von Schulen, der Städtischen Volksbücherei, der Reichsbank-Nebenstelle, der Eschweiler Bank, der Eschweiler Stadtsparkasse, des neuen Amtsgerichts, der Kirchen in Pumpe-Stich, in Bergrath und auf dem Donnerberg, des Botanischen Gartens, des Elektrizitätswerks, des Wasserwerks, der Kanalisation, der Kläranlage sowie die Aufforstung des Hohensteins als Erholungsgebiet. Sein Denkmal steht in einem Park am Talbahnhof.

### Garnisonsstadt und Erster Weltkrieg

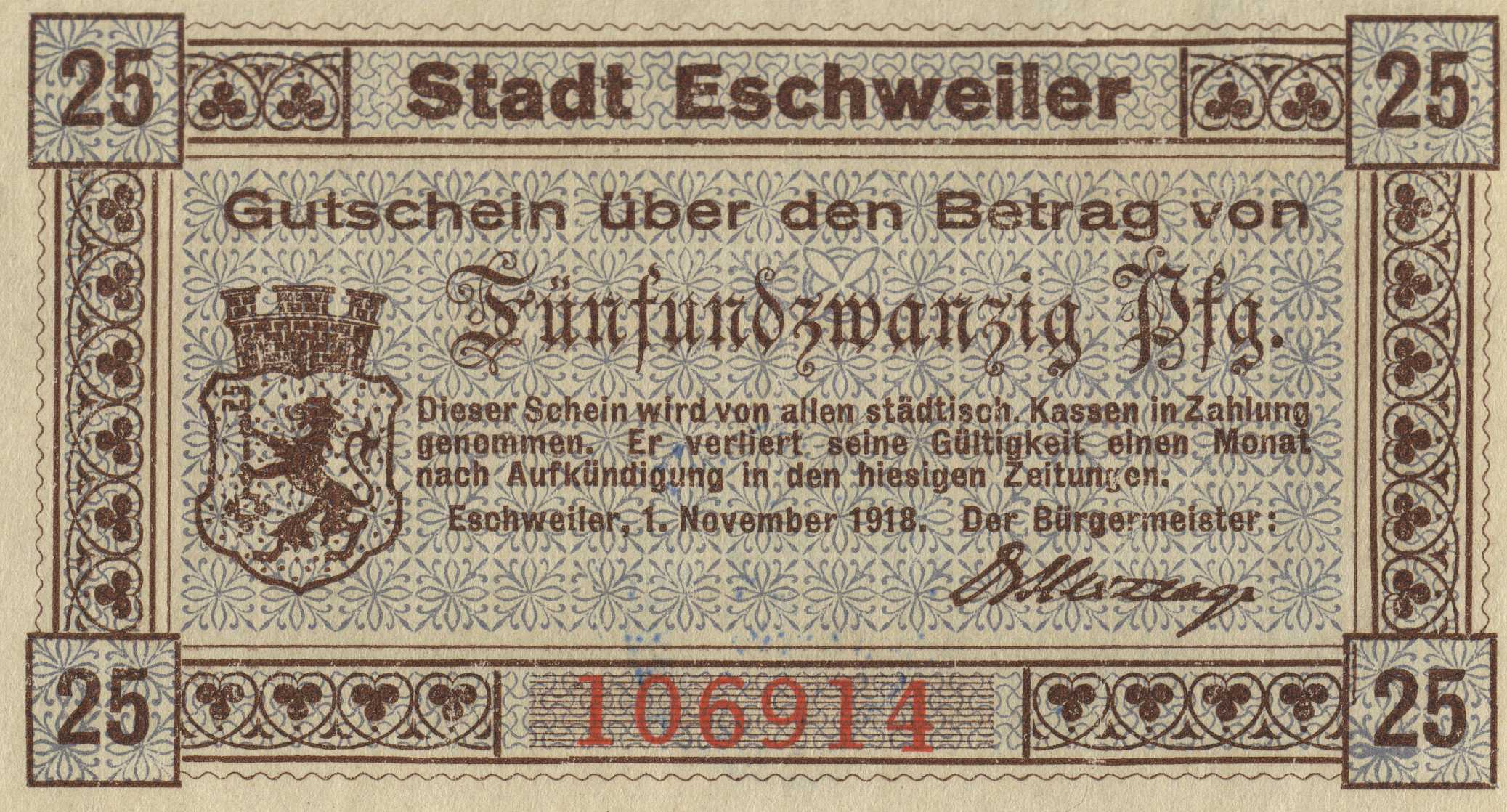
Eschweiler Notgeld 1918

1913 begann die Errichtung der Infanteriekaserne Ecke Preyerstraße/Gartenstraße, in welche 1914 das 2. Bataillon des 10. Rheinischen Infanterie-Regiments 161 als Teil der 15. Division, ein Großverband der Preußischen Armee des Deutschen Kaiserreiches, einzog. Insgesamt sterben 662 Menschen aus dem Gebiet des heutigen Eschweilers im Ersten Weltkrieg als Soldaten. Gegen Ende des Krieges versterben insgesamt 126 Zivilisten, im Oktober und November 1918, an der zweiten Welle der Spanischen Grippe.
Die französisch-belgische Besatzungszeit dauerte von 1918 bis 1929. Auf dem Höhepunkt der Inflation 1923 gab Eschweiler eigenes Notgeld heraus. Am 16. Oktober 1923 wurde auf dem Haus Neustraße 43 in der Eschweiler Innenstadt von Separatisten die grün-weiß-rote Fahne der Rheinischen Republik gehisst. Im selben Haus eröffneten sie ein Werbebüro. Am 22. und 23. Oktober versuchten die Separatisten im Rathaus zu putschen. Der Beigeordnete Elsen lehnte die Übergabe des Rathauses jedoch ab, und ein Selbstschutz wurde gebildet. Einen Tag später forderte die Regierung die Bevölkerung zum Widerstand auf, und am 2. November ließ die belgische Besatzungsmacht die Separatisten schließlich aus Eschweiler ausweisen. 1931 forderte eine Schlagwetterexplosion in der Grube Reserve 32 Tote. Im selben Jahr erschien die erste Ausgabe der Eschweiler Filmpost.

### Zeit des Nationalsozialismus
Bei der Reichspräsidentenwahl am 10. April 1932 stimmten 65 % der Eschweiler für Hindenburg und 16 % für Hitler, während die Reichsgesamtergebnisse bei 50 % bzw. 30 % lagen. Auch in den drei Reichstagswahlen der Jahre 1932 und 1933 blieb die NSDAP in Eschweiler nur viertstärkste Kraft nach Zentrum, KPD und SPD. Erst bei der Stadtratswahl vom 12. März 1933 erreichte die NSDAP 29,7 % hinter dem Zentrum mit 32,4 % und vor der aufgelösten KPD mit 14,8 %. Als Industriestadt hatte Eschweiler während der Weltwirtschaftskrise mit Arbeitslosigkeit, Massenelend und der Reparation zu kämpfen.
Nach der Machtübernahme des NS-Regimes gewann der Nationalsozialismus schnell an Einfluss. Bei der konstituierenden Sitzung des Stadtrats am 31. März 1933 ignorierte die NSDAP die Wählermeinung und übernahm die Herrschaft. Es kam zu einzelnen von äußerst Linken veranlassten Arbeitsniederlegungen und Schlägereien.
Am 1. Mai trat Bürgermeister Kalvelage der NSDAP bei. Am 19. Mai legten die in den Stadtrat gewählten Sozialdemokraten ihre Mandate nieder. Die Fraktion der Zentrumspartei trat geschlossen zur NSDAP über; im Juni löste sich die Zentrumspartei auf.
Die politische Säuberungsaktionen gingen etwas glimpflicher aus als in Aachen und anderen Nachbarstädten. So gelang es dem Bürgermeister Kalvelage (Zentrum) durch eine öffentliche Erklärung seine Beamten vor den Aktionen zu bewahren. Besonders hart wurde in der Stadt gegen „linke Staatsfeinde“ vorgegangen; so wurden bis März 1933 zehn KP-Funktionäre festgenommen.

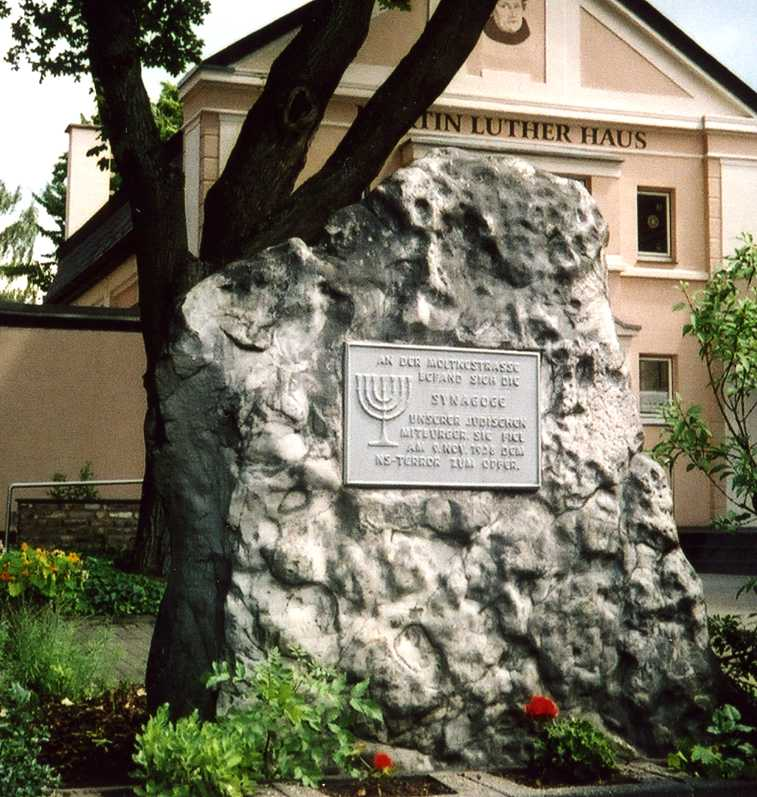
Gedenkstein für die zerstörte Synagoge

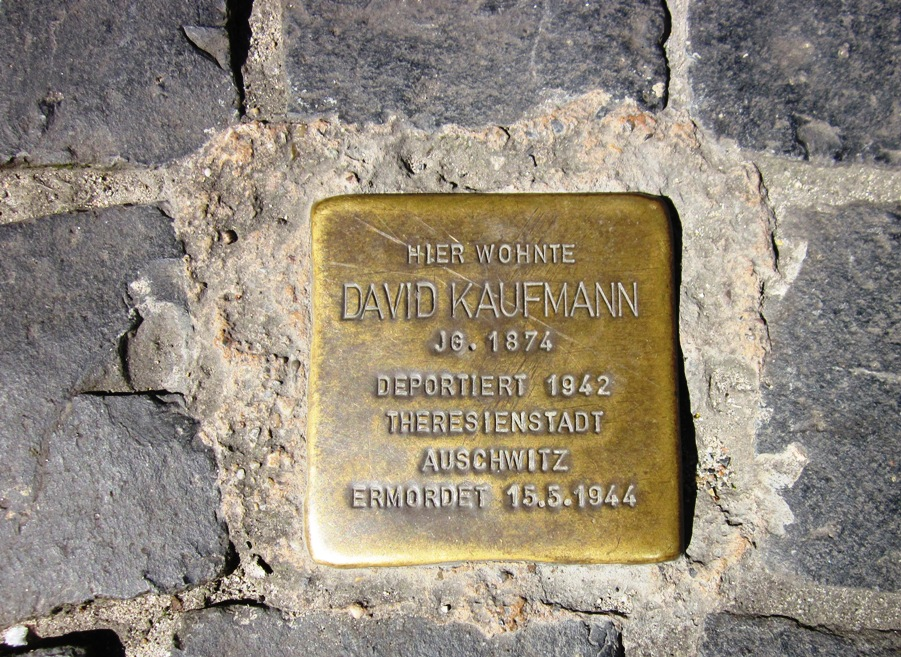
Stolperstein in der Grabenstraße

Gedenkstein in Yad Vashem in Israel – erloschene jüdische Gemeinden im Rheinland

1760 war in Weisweiler, 1890/91 in Eschweiler-Mitte eine Synagoge errichtet worden. Die Synagogengemeinde Eschweiler umfasste auch Gressenich und Kinzweiler und war nach der Lösung vom Synagogenverband Jülich ab 1921 eine Spezialgemeinde. Nachdem 1926 in Eschweiler 166 Juden gezählt wurden, waren es bei der Volkszählung vom 16. Juni 1933 noch 107, was einem Anteil von 0,3 % entsprach. Den Beginn der Judenverfolgung markiert die Schließung der jüdischen Schule Eschweiler am 1. April 1933. Noch am Vortag hatte die Synagogengemeinde Eschweiler als Reaktion auf Berichte in der Auslandspresse über Gräueltaten die folgende Verlautbarung veröffentlicht:
„Wir erheben hiermit feierlich Protest gegen die Greuelmeldungen des Auslands und gegen jede feindselige Einstellung gegenüber unserem deutschen Vaterlande. Wir sind aufs innerste überzeugt, daß die deutschen Juden in ihrer gefühlsmäßigen Verbundenheit mit dem deutschen Volke gewillt und entschlossen sind, an dem Aufbau und Aufstieg des Vaterlandes mitzuarbeiten. Wir verbitten uns jede Einmischung in die inneren Verhältnisse Deutschlands. Ein Telegramm ist bereits am 29. März 1933 an den Centralverein deutscher Staatsbürger jüdischen Glaubensbekenntnisses abgegangen. Ortsgruppe und Synagogengemeinschaft Eschweiler.“
In der Lokalpresse hingegen erschien am 1. April der Aufruf des Gauleiters Julius Streicher zum „Judenboykott“ im Namen eines eigens gegründeten Zentralkomitees zur Abwehr der jüdischen Greuel- und Boykotthetze, und überall in Eschweiler zogen Wachen auf. Es kam nicht zu Tätlichkeiten. Dezember 1933 startete die Eschweiler Kaufmannschaft die Aktion Deutsche, kauft nur in deutschen Geschäften; die Reichsbetriebsgemeinschaft Handel und Handwerk hielt eine Versammlung in Eschweiler mit gleichem Tenor ab. Wie in ganz Deutschland wurde in der Reichspogromnacht (Nacht vom 9. auf den 10. November 1938) die Synagoge in der Moltkestraße in Brand gesetzt und die Inneneinrichtung der Weisweiler Synagoge zerstört. Ein an dieses Ereignis erinnernder Gedenkstein wurde am 9. November 1988 in der Moltkestraße eingeweiht. Die ersten Stolpersteine wurden am 18. Oktober 2008 in der Innenstadt und in Dürwiß verlegt.
Angezeigt und verhaftet wurde 1934 der evangelische Pfarrer Friedrich Kreip wegen seiner Worte: „Wir sollen unsere Feinde lieben, so sagt die Bibel. Darum dürfen wir Christen die Juden nicht hassen. Der Kampf gegen die Juden ist daher ein Unrecht, und es wird die Zeit kommen, wo auch unsere Regierung das einsehen muss. In einer der letzten Parteiversammlungen hat der Ortsgruppenleiter darauf hingewiesen, dass Parteigenossen nicht mit Juden verkehren und diese auf der Straße nicht grüßen und sprechen dürfen. Diese Anordnung werde ich nicht beachten können; denn unter meinen Jugendfreunden befinden sich auch Juden, die mir geholfen haben. Die NSDAP behauptet, in ihren Versammlungen Gelegenheit zur freien Meinungsäußerung zu geben. In Wirklichkeit darf man jedoch keine gegenteilige Ansicht äußern!“
Ab den Jahren 1933 und 1934 wanderten jüdische Familien nur vereinzelt aus, während sich die Mehrzahl für das Bleiben entschied. Weder der im Frühjahr 1941 gefasste Plan der Staatspolizei Aachen, alle jüdischen Einwohner zwecks Deportation in ein leer stehendes Fabrikgebäude in Wassenberg einzuquartieren, noch die Idee eines Sammellagers auf Kreisebene wurden verwirklicht; kleinere Sammellager wurden eingerichtet. Zwei von ihnen standen im Stadtteil Pumpe-Stich: in einer ehemaligen Kriegsgefangenenbaracke auf dem Gelände des heutigen Waldfriedhofs bzw. im hinteren Bereich eines Wohngebäudes nahe der Kreuzung Stolberger Straße/Alte Rodung. Im Kreis Aachen wurden mehrere jüdische Friedhöfe nach der Deportation auf zynische Weise „in die Praxis des Ausländereinsatzes eingefügt“, wie es hieß. So wurden auf dem jüdischen Friedhof Talstraße insgesamt 69 sowjetische Kriegsgefangene, Ostarbeiterinnen und Ostarbeiter beigesetzt.
Auf dem heutigen Stadtgebiet befanden sich zehn Kriegsgefangenenlager für insgesamt mindestens 500 Menschen, die auf Gruben des Eschweiler Bergwerksvereins, in Gusswerken und in landwirtschaftlichen Betrieben eingesetzt wurden. Es waren Sowjetbürger, Italiener, Polen und Franzosen. Das größte Lager mit 200 Italienern befand sich im Ledigenheim der Grube Reserve.
1937 wurde der Neubau der Herz-Jesu-Kirche in Eschweiler-Ost wegen des Westwall-Baus unterbrochen. Eine einzeln abgeworfene Luftmine zerstörte 1943 die Ostseite des Eschweiler Markts, den Chorbereich der Kirche und die St.-Michaels-Statue.
Am 2. bis 21. Oktober 1944 fand die Schlacht um Aachen statt; Eschweiler galt seit September 1944 als Frontstadt.
Die Eschweiler Bevölkerung wurde deshalb bis November 1944 zwangsevakuiert:
Sonderzüge der Reichsbahn, die vom Hauptbahnhof aus abfuhren, brachten sie hauptsächlich nach Westfalen, Sachsen und Thüringen.
Am 16. November 1944, dem ersten Tag der Operation Queen, warfen 1191 schwere Bomber der 8th Air Force insgesamt 4120 Tonnen Bomben auf die Orte Eschweiler, Weisweiler und Langerwehe.
Eschweiler wurde zu über 60 Prozent zerstört und in den ersten Stunden des 22. November 1944 von zwei Kompanien des 415th US Infantry Regiment der 104th Infantry Division besetzt. Unmittelbar zuvor hatte sich eine deutsche Nachhut aus Eschweiler zurückgezogen.
1950 wurde der ehemalige Ortsgruppenleiter von Weisweiler zu eineinhalb Jahren Haft verurteilt, weil er in der Reichspogromnacht einen 70-jährigen Juden auf brutale Weise gezwungen hatte, ein Stück Holz der Synagogeninneneinrichtung durchs Dorf zu tragen und dann auf den Scheiterhaufen zu werfen.

### Nachkriegszeit und kommunale Neugliederung
Nach dem Ende des Zweiten Weltkriegs übernahm 1945 die britische Militärregierung den Bezirk Aachen und somit auch Eschweiler. Es gelten 562 Eschweiler Soldaten als vermisst. 1958 war Eschweiler wieder Garnisonsstadt durch den Einzug einer Bundeswehreinheit in das Lager Donnerberg. Große Veränderungen in Eschweiler begannen mit dem Abriss der Drahtfabrik als Folge des industriellen Strukturwandels im Januar 1956. Auf dem Gelände wurden Siedlungshäuser, eine Schule, das Hallenbad und eine Turnhalle gebaut. Die 1960er und 1970er Jahre waren von weiteren großen Abriss-, Neubau- und Sanierungsarbeiten in der Innenstadt geprägt: die Inderegulierung, der Bau der vierspurigen Indestraße, für den ein großer Teil der Eschweiler Altstadt abgerissen wurde, der Abriss der Eschweiler Burg, der Neubau des St.-Antonius-Hospitals und des Neuen Rathauses nebst CityCenter Eschweiler, die Inbetriebnahmen der Autobahnpolizeiwache, der Autobahnraststätte Propsteier Wald, des Bushofs, des Arbeitsamtneubaus und des Verwaltungsgebäudes der Licht- und Kraftwerke.
Am 1. Januar 1972 trat die kommunale Neugliederung in Kraft, und Eschweiler wuchs über Nacht von knapp 39.000 auf 54.500 Einwohner.
Es wurden 67 Straßen umbenannt, und der Amtsgerichtsbezirk Eschweiler umfasste auch wieder Gressenich und Stolberg.
1986 wurde die 1944 zerstörte Turmhaube von St. Peter und Paul erneuert. 1987 wurde die Braunkohlenförderung im Tagebau Zukunft-West nach einer Gesamtförderung von 530.000.000 Tonnen Braunkohle beendet. Der Braunkohletagebau hatte im 20. Jahrhundert mehrere Dörfer wie zum Beispiel Lohn, Erberich und Lürken im Norden des Eschweiler Stadtgebiets verschwinden lassen. 1994 ließ man das Tagebauloch voll Wasser laufen; der Blausteinsee entstand.
Mitte Juli 2021 richtete ein durch Dauerregen verursachtes Hochwasser große Schäden an. Am Morgen des 15. Juli erreichte der Wasserstand der Inde 373 cm. Eschweiler war zusammen mit Stolberg eine der am stärksten betroffenen Regionen in Nordrhein-Westfalen.

### Wirtschaftsgeschichte

#### Bergbau und Montanindustrie

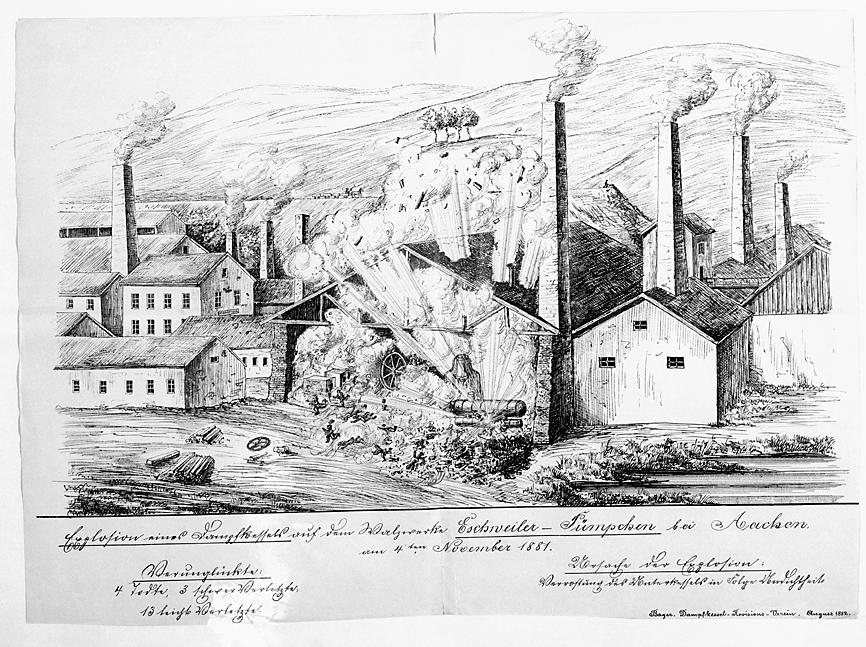
Zeitgenössische Darstellung einer Dampfkesselexplosion in Eschweiler-Pümpchen (Pumpe) 1881

Im südlichen Stadtgebiet sind Erzschürfung und -verhütung von Zinkerz, Zinkspat und Brauneisenerz spätestens zur Römerzeit im Propsteier Wald, beim Stadtwald und bei Scherpenseel belegt.
Im Raum Eschweiler-Stolberg setzte die Industrialisierung vor 1850 ein und erreichte eine Blüte im 19. Jahrhundert, denn die günstigen Standortbedingungen, die Bodenschätze, die Dampfmaschine, ein dicht verzweigtes Eisenbahnnetz und der Eschweiler Bergwerks-Verein (EBV) ließen hier eine der ersten Industrieregionen Deutschlands entstehen.
1834 gründete Christine Englerth den Eschweiler Bergwerks-Verein (EBV) und damit die erste preußische Aktiengesellschaft.
Englerth, Günzer, Dawans, Orbon, Thyssen, Neuman und andere errichteten Stahl- und Walzwerke, Erzhütten und Hochöfen, und die Phönix AG für Bergbau und Hüttenbetrieb wurde 1852 gegründet.
Das Jahr 1910 markiert den Beginn des Braunkohletagebaus im Norden von Eschweiler.
Über Jahrhunderte prägten Steinkohle, Braunkohle sowie eisen- und metallverarbeitende Industrie die Wirtschaftsstruktur Eschweilers. Der Eschweiler Bergwerksverein drückte der Stadt und dem Inderevier seinen Stempel auf. Während die Geschichte der Steinkohle Oktober 1944 mit dem Absaufen der letzten Grube wegen kriegsbedingten Stromausfalls endete, wurde das Kraftwerk weiterhin mit Braunkohle aus der Umgebung betrieben. Die Umbruchzeit wurde von einem starken Anstieg der Arbeitslosigkeit begleitet, welche seit den 1980er Jahren bei durchschnittlich zwölf Prozent lag. Im März 2019 war die Arbeitslosenquote auf 6,9 % gesunken. Abfallwirtschaftliche Hochtechnologie, der Industrie- und Gewerbepark IGP sowie der Dienstleistungssektor mit Logistikunternehmen und Großkaufhäusern bilden heute die Standbeine.

## Einwohner

### Ein- und Ausgemeindungen

Einwohnerentwicklung von Eschweiler von 1871 bis 2016

1823 wurde der Eschweiler Ortsteil Mühle nach Stolberg ausgemeindet. 1858 wurden Hehlrath, Kinzweiler und St. Jöris aus dem Stadtgebiet herausgetrennt und bildeten bis zur Wiedereingemeindung die neue Gemeinde Kinzweiler im Kreis Aachen. 1932 wurde Nothberg nebst Hastenrath und Scherpenseel aus dem Kreis Düren eingemeindet. Die größte Ausgemeindung fand 1935 statt: Birkengang, Donnerberg, Duffenter, Steinfurt und Velau sowie der südwestliche Propsteier Wald (Steinbachshochwald) und ein Bahnhof gingen an Stolberg.
Bei der kommunalen Neugliederung wurde die Stadt Eschweiler am 1. Januar 1972 um die Gemeinde Kinzweiler aus dem Kreis Aachen, die Gemeinden Dürwiß und Lohn aus dem Kreis Jülich sowie die Gemeinde Weisweiler aus dem Kreis Düren erweitert.
Im Jahr 2004 erhielt Stolberg wiederum ein südliches Stück des Propsteier Waldes.

### Demografische Entwicklung
Die demografische Situation Eschweilers ist typisch und folgt der nationalen Entwicklung: Einst geburtenstarke Jahrgänge nähern sich dem Renteneintritt an, wohingegen ausgleichende Geburten ausbleiben. Diesem Umstand folgend, besitzt Eschweiler die höchste Dichte an vollstationären Pflegeplätzen, für das Alter von 80 aufwärts, in der gesamten Städteregion Aachen.
Im Rahmen einer Demografietypisierung, betrieben durch die Bertelsmannstiftung, wurde Eschweiler mit dem Demografietyp 6 bewertet: Städte und Wirtschaftsstandorte mit sozioökonomischen Herausforderungen.
| Altersbereich      | Anteil  | Personen |
| ------------------ | ------- | -------- |
| 0–3 Jahre          | 3,83 %  | 2.249    |
| 4–5 Jahre          | 1,90 %  | 1.113    |
| 6–9 Jahre          | 3,48 %  | 2.043    |
| 10–17 Jahre        | 7,41 %  | 4.349    |
| 18–24 Jahre        | 7,69 %  | 4.513    |
| 25–29 Jahre        | 6,07 %  | 3.564    |
| 30–49 Jahre        | 24,71 % | 14.509   |
| 50–64 Jahre        | 23,40 % | 13.743   |
| 65–79 Jahre        | 14,95 % | 8.779    |
| 80 Jahre und älter | 6,57 %  | 3.858    |

### Nationalitäten
Bedingt durch verschiedene Faktoren, war Eschweiler auch immer eine Einwanderungsstadt. So trug die ehemals ansässige Montanindustrie zur Anwerbung von Arbeitskräften aus dem Ausland bei, wie auch die infrastrukturell gute Anbindung der Kommune als Wohnsitz für Bürger der BeNeLux Region.
| Nationalität            | Einwohner | Anteil  |
| ----------------------- | --------- | ------- |
| Belgien                 | 121       | 1,54 %  |
| Bosnien und Herzegowina | 140       | 1,78 %  |
| Griechenland            | 313       | 3,98 %  |
| Irak                    | 263       | 3,34 %  |
| Italien                 | 216       | 2,75 %  |
| Kosovo                  | 269       | 3,42 %  |
| Kroatien                | 320       | 4,07 %  |
| Marokko                 | 246       | 3,13 %  |
| Niederlande             | 224       | 2,85 %  |
| Polen                   | 553       | 7,03 %  |
| Portugal                | 233       | 2,96 %  |
| Russland                | 125       | 1,59 %  |
| Serbien/ Montenegro     | 14        | 0,18 %  |
| Spanien                 | 137       | 1,74 %  |
| Türkei                  | 959       | 12,19 % |
| Andere                  | 3733      | 47,46 % |
| Gesamt                  | 7.866     | 100 %   |

### Eschweiler Dialekt
Die Eschweiler Mundart, das Aischwiile Plat oder Eischwiele Platt, gehört zur ripuarischen Dialektgruppe. Typisch für Deutsche anderer Dialektgruppen sind dat bzw. wat für „das“ resp. „was“, j bzw. ch für g, so z. B. in „Ne jut jebratene Jans is ne jute Jabe Jottes“, und die Rheinische Verlaufsform, wie in „Isch bin am esse“.
Die Endung -es markiert Örtlichkeiten: Backes „Backhaus“, Jeckes „Irrenanstalt“, Kackes „Toilette“, Kruffes „enge Behausung“ (von kruffe „kriechen“), Pannes „Pannhaus“, Schneckes „Schneckenhaus“. Vergleiche hierzu das im Rheinland verbreitete Mäckes für „McDonald’s“.
Beispielsweise an der Aussprache des Wortes Talbahnhof erkennt man den gebürtigen Eschweiler: Er betont den Namen nämlich auf der zweiten Silbe: Talbáhnhof. Ebenso Volkshóchschule. Für Auswärtige sind die Eschweiler Satzmelodie sowie nichtdeutsche Diphthonge wie öi markant.
Während der Satz „Es regnet“ in Eischwiele Platt „Et es am rääne“ oder „Ed-es am rääne“ heißt, heißt es in der rheinisch gefärbten Umgangssprache Eschweilers „Et reeschnet“ oder mit rheinischer Verlaufsform „Et is am reeschnen“.

### Religion

#### Konfessionsstatistik
Mit Stand 2020 waren 53,0 % der Eschweiler Bevölkerung katholisch, 11,1 % evangelisch und 35,9 % gehörten eine sonstigen oder keiner Glaubensgemeinschaft an. Mit Stand 2005 waren 66,5 % der Eschweiler Bevölkerung katholisch, 13,4 % evangelisch und 20,1 % gehörten sonstigen oder keiner Glaubensgemeinschaft an.

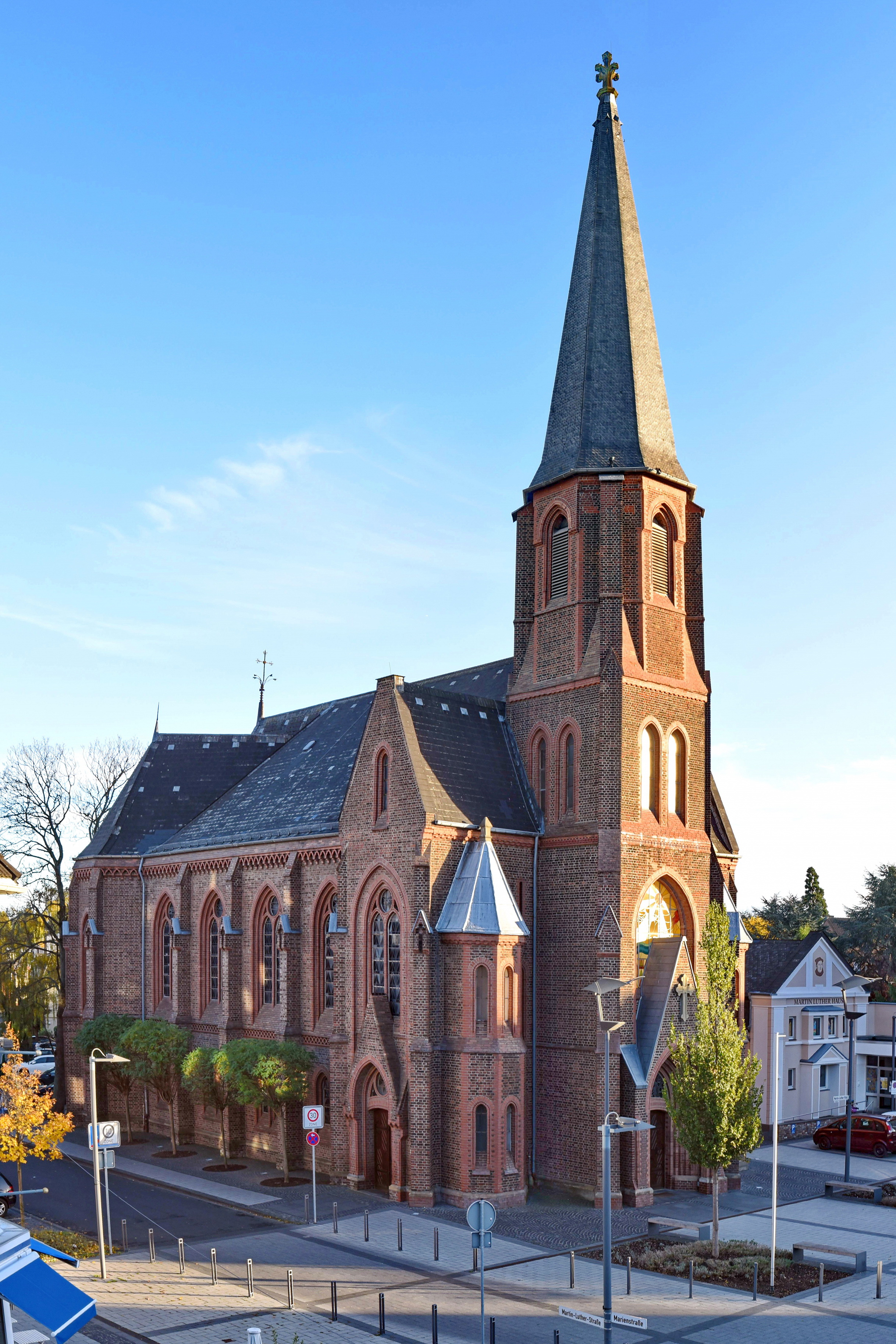
Ev. Dreieinigkeitskirche in Eschweiler

#### Christentum
Eschweiler hat 16 katholische und vier evangelische Gemeinden und gehört zum katholischen Bistum Aachen und zum evangelischen Kirchenkreis Jülich.
Seit 2005 sind die katholischen Gemeinden des Dekanats Eschweiler in drei Gemeinschaften bzw. neuen Pfarrgemeinden zusammengefasst:
- Mitte bzw. St. Peter und Paul (St. Peter und Paul mit der Filialkirche St. Antonius in Röhe). Die beiden ebenfalls zur GdG Eschweiler-Mitte gehörenden Kirchengebäude Herz-Jesu in Eschweiler-Ost wurde am 20. Juni 2015 und St. Michael am 13. Juni 2015 aufgrund von Budgetkürzungen durch gesunkene Kirchensteuereinnahmen entweiht.
- Eschweiler-Süd bzw. Heilig Geist (St. Marien in Röthgen mit den Filialkirchen St. Barbara in Pumpe-Stich, St. Antonius in Bergrath, Nothberg und St. Wendelinus in Hastenrath)
- Eschweiler-Nord (St. Jöris, Kinzweiler, St. Cäcilia in Hehlrath, St. Bonifatius in Dürwiß, St. Silvester in Neu-Lohn, Weisweiler und Hücheln).

Die evangelische Kirchengemeinde Eschweiler umfasst zwei Bezirke mit zwei Kirchen: die Dreieinigkeitskirche und die Friedenskirche im Stadtteil Pumpe-Stich.
Die Friedenskirche wurde am 25. Mai 2015 (Pfingstmontag) entwidmet, da das Gebäude stark sanierungsbedürftig war. Seit 2015 feiert die Gemeinde ihre Gottesdienste stattdessen in der katholischen Kirche St. Barbara in Pumpe-Stich feiern.
Weitere Gemeinden und Kirchen in Eschweiler sind eine Freie evangelische Gemeinde, eine Agape-Gemeinde und eine Neuapostolische Kirche. Von 1972 bis Ende der 1990er Jahre gab es Zeugen Jehovas mit einem Königreichssaal in Eschweiler. Die Apostolische Gemeinschaft war von 1955 bis 2012 mit einer Gemeinde vor Ort vertreten.

##### Wallfahrtsorte
In Eschweiler gibt es zwei Wallfahrtsorte: Kinzweiler mit der Wallfahrtskirche zur Mutter vom Guten Rat mit einem Gnadenbild von 1767 sowie Nothberg mit der Wallfahrtskirche zur schmerzhaften Mutter mit einer Pietà aus dem 15. Jahrhundert.

#### Buddhismus
In NRW leben rund 11.000 Thailänder in vielen Gemeinden. Der Verein Buddhistische Gemeinschaft Städteregion Aachen e. V. gründete 2000 den thailändischen Tempel Wat Dhammaniwasa zunächst in Aachen. Im Jahr 2009 erwarb der Verein ein geeignetes und größeres Objekt in Eschweiler auf der Dürener Straße, um auch Gebete und Veranstaltungen für größere Gruppen im Tempel abhalten zu können. Nach einigen Monaten langer Umbauarbeiten wurde im Juni 2010 schließlich der neue Tempel in Eschweiler von der thailändischen Gemeinde eingeweiht. Der Tempel ist für die thailändische buddhistische Gemeinde in Eschweiler und Umkreis ein wichtiger Treffpunkt mit seinen jährlichen regelmäßigen Veranstaltungen. Der Tempel ist für jeden offen, und es werden auch regelmäßige gemeinsame Gebete und Gespräche mit den thailändischen Mönchen angeboten.

#### Islam
Eschweiler war seit der Gründung im Jahre 1994 Sitz des Zentralrats der Muslime in Deutschland, bis dieser zum 1. Juli 2006 seinen Sitz nach Köln verlegte. Auf dem Stadtgebiet befinden sich fünf Moscheen.

#### Judentum
Der Jülicher Graf Wilhelm IV. erhielt 1226 die Erlaubnis, Juden in sein Land aufzunehmen, jedoch gibt es keine Belege über Juden in Eschweiler zu dieser Zeit. Bekannt ist, dass 1768 der Jude Isaac Cossmann ansässig war. Unter dem Schutz der Grafen von Hatzfeld lebten im 18. Jahrhundert jüdische Familien in Weisweiler, die schon 1760 eine Synagoge sowie 1844 eine Privatschule errichteten. 1891 wurde in der Moltkestraße 17 zeitgleich zur evangelischen Dreieinigkeitskirche die Synagoge gebaut. Ebenfalls entstand eine Privatschule am Langwahn. Von den 107 Eschweiler Juden laut Volkszählung 1933 gelang nur wenigen die Emigration. 52 deportierte Juden sind namentlich bekannt. Über 40 jüdische Familien waren in Eschweiler und Weisweiler zuhause.

## Politik

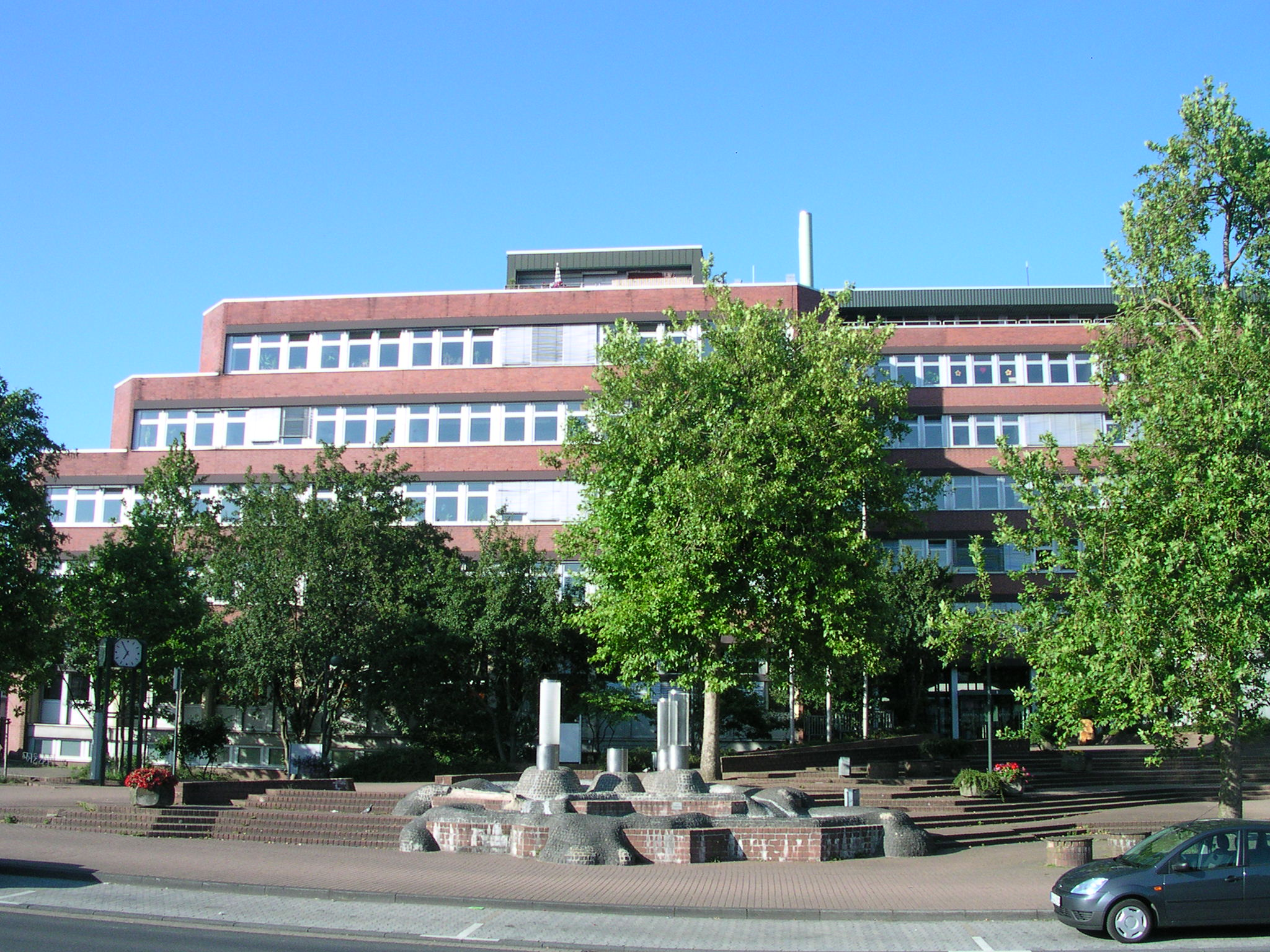
Neues Rathaus
am Johannes-Rau-Platz

Am 25. Mai 2009 wurde die Stadt Eschweiler von der Bundesregierung mit dem Titel „Ort der Vielfalt“ ausgezeichnet.
2018 erfolgte die Auszeichnung der Stadt Eschweiler mit dem Deutschen Nachhaltigkeitspreis für Städte und Gemeinden in der Kategorie der mittelgroßen Städte.

### Stadtrat und Bürgermeister
Zur Bürgermeisterin gewählt wurde 2020 Nadine Leonhardt (SPD) als Nachfolgerin von Rudi Bertram (SPD).
Aus den Kommunalwahlen vom 13. September 2020 ergab sich folgende Sitzverteilung im Eschweiler Stadtrat:
| Partei/Liste | SPD | CDU | BASIS (1) | Grüne | FDP | AfD | Die Linke | Gesamt |
| Sitze        | 23  | 14  | 4         | 4     | 2   | 2   | 1         | 50     |

### Wappen und Stadtfarben
|                             | Wappen der Stadt Eschweiler |
| Wappen der Stadt Eschweiler | Blasonierung: „Das Wappen der Stadt Eschweiler zeigt in Gold einen rotbewehrten (rote Klauen, rote Zunge) schwarzen Löwen, der einen blauen Schlüssel in den Pranken hält. Über dem Wappenschild, im Schildhaupt, prangt eine rote dreizinnige Mauerkrone.“ |
| Wappen der Stadt Eschweiler | Der Löwe ist das Wappentier der Herzöge von Jülich, der Petrus-Schlüssel weist auf die Beziehungen zur Kölner Domkirche hin. Eschweiler wurde im Jahr 1216 als Hof der Domkirche urkundlich erwähnt und blieb bis ins 16. Jahrhundert davon lehnsabhängig. Der Heilige Petrus ist der Schutzpatron der Domkirche. Die Mauerkrone erinnert daran, dass Eschweiler ein mittelalterlicher Marktflecken mit entsprechenden Rechten war. Das Wappen geht auf ein Schöffensiegel, das an einer Urkunde aus dem Jahr 1490 erhalten ist, zurück. Die Genehmigung zur Führung des Wappens erhielt die Stadt Eschweiler am 13. Dezember 1880. Die Stadtfarben und die Fahne von Eschweiler sind dem Wappen entsprechend Schwarz-Gelb-Blau. Schwarz-Gelb steht für das Herzogtum Jülich, Blau für den Petrus-Schlüssel. Die Stadtfarben Eschweilers wurden 1914 von der Stadtverordnetenversammlung beschlossen. |

### Städtepartnerschaften
Eschweiler ist folgende Städtepartnerschaften eingegangen:
- Borough of Reigate and Banstead, Vereinigtes Königreich, seit 4. Mai 1985
- Wattrelos, Frankreich, seit 1975
- Sulzbach-Rosenberg, Deutschland, seit 1. März 2019

Zu Ehren der Städtepartnerschaft mit der Stadt Reigate und Banstead, wurde der Platz vor dem Eschweiler Hauptbahnhof am 26. September 1989 offiziell in Reigate & Banstead-Platz umbenannt.

## Kultur

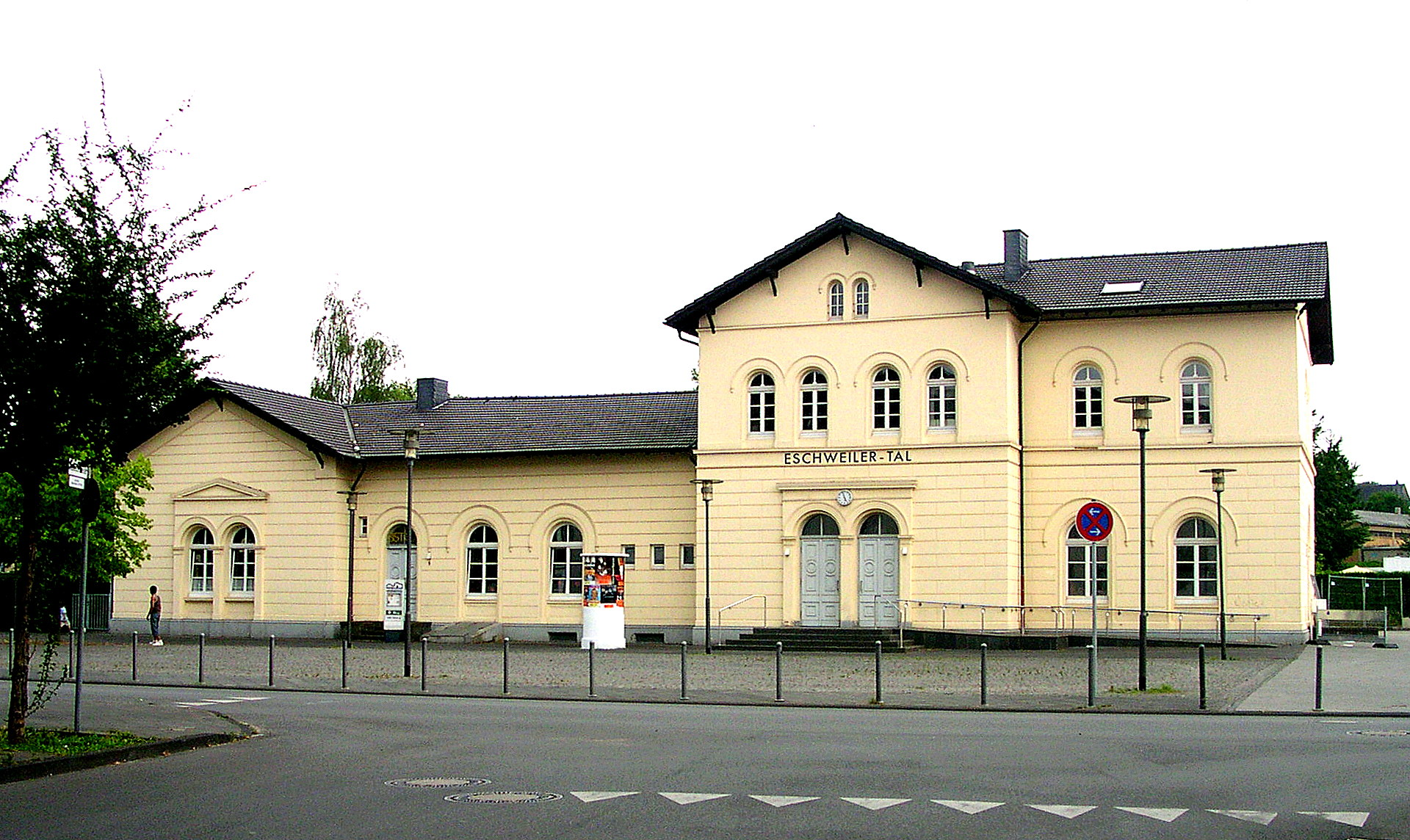
Kulturzentrum Talbahnhof

Regelmäßige Großveranstaltungen in Eschweiler sind das Eschweiler Music Festival, ein seit 1992 jedes Jahr stattfindendes Open-Air-Musikfestival mit Kneipenrallye, der Tag des Eschweiler Karnevals um den 11. November mit verkaufsoffenem Sonntag, der Blausteinsee-Cup, die Indeschau sowie der größte Rosenmontagszug der Euregio Aachen/Maastricht/Lüttich. Der Europäische Sozialpreis des Europavereins GPB (Gesellschafts-Politische Bildungsgemeinschaft) in Eschweiler wird seit 1997 jedes Jahr am 3. Oktober verliehen.
Neben zahlreichen Chören, Musikvereinen, Spielmannszügen und der Jugendmusikschule sind die Franz Liszt-Gesellschaft, der Jazzclub Eschweiler, The Trinity Gospel-Company und das Kinzweiler-Burg-Rockfestival Castlemania hervorzuheben.
Insgesamt verfügt Eschweiler über (Stand 2019) 152 Vereine; hier bilden Gesangsvereine (10), Karnevalsvereine (22), Schützenbruderschaften (16) und Fanfarencorps/Spielmannszüge (27) den Schwerpunkt.
Eschweiler verfügt über drei Festhallen in Weisweiler, in Dürwiß und in Kinzweiler. Das Kulturzentrum Eschweiler Talbahnhof mit Kleinkunstbühne, Kabarett und Bistro liegt in der Stadtmitte, ein weiteres Kulturzentrum im Stadtteil St. Jöris. Regelmäßig führt das Grenzlandtheater Aachen Veranstaltungen in Eschweiler durch, meist in den Festhallen oder im Kulturzentrum.
In Dürwiß befindet sich ein Heimat- und Handwerksmuseum im Drimbornshof.

### Karneval
Eschweiler ist eine rheinische Karnevalshochburg. Der Karneval spielt eine große Rolle im aktiven Vereinsleben der Stadt. In der Stadt koordiniert das „Karnevals-Komitee der Stadt Eschweiler“ die Veranstaltungen. Seit 2007 gibt es offiziell das „Eschweiler Karnevalsmuseum“.

### Kirmes
Da die Eschweiler Hauptpfarrkirche auch einen St. Michael gewidmeten Nebenaltar hat, feiert man in Eschweiler-Mitte zweimal Kirmes im Jahr – einmal zu Michael und einmal zu Peter und Paul.

### Museen
Museen sind seit 2007 das Karnevalsmuseum in Dürwiß und seit 2024 das Haus der Geschichte Eschweiler in der Altstadt. Außerdem befindet sich die Städtische Kunstsammlung Eschweiler im Talbahnhof.

### Musik

#### Pop-Musik
Eschweiler hat eine Reihe von Musikern bzw. Bands aus den Bereichen Rock ’n’ Roll, Rock, Kraut, Punk, New Wave, Industrial, Pop, Bluesrock, Heavy Metal und Avantgarde hervorgebracht.

#### Trompeterkorps/Fanfarenkorps

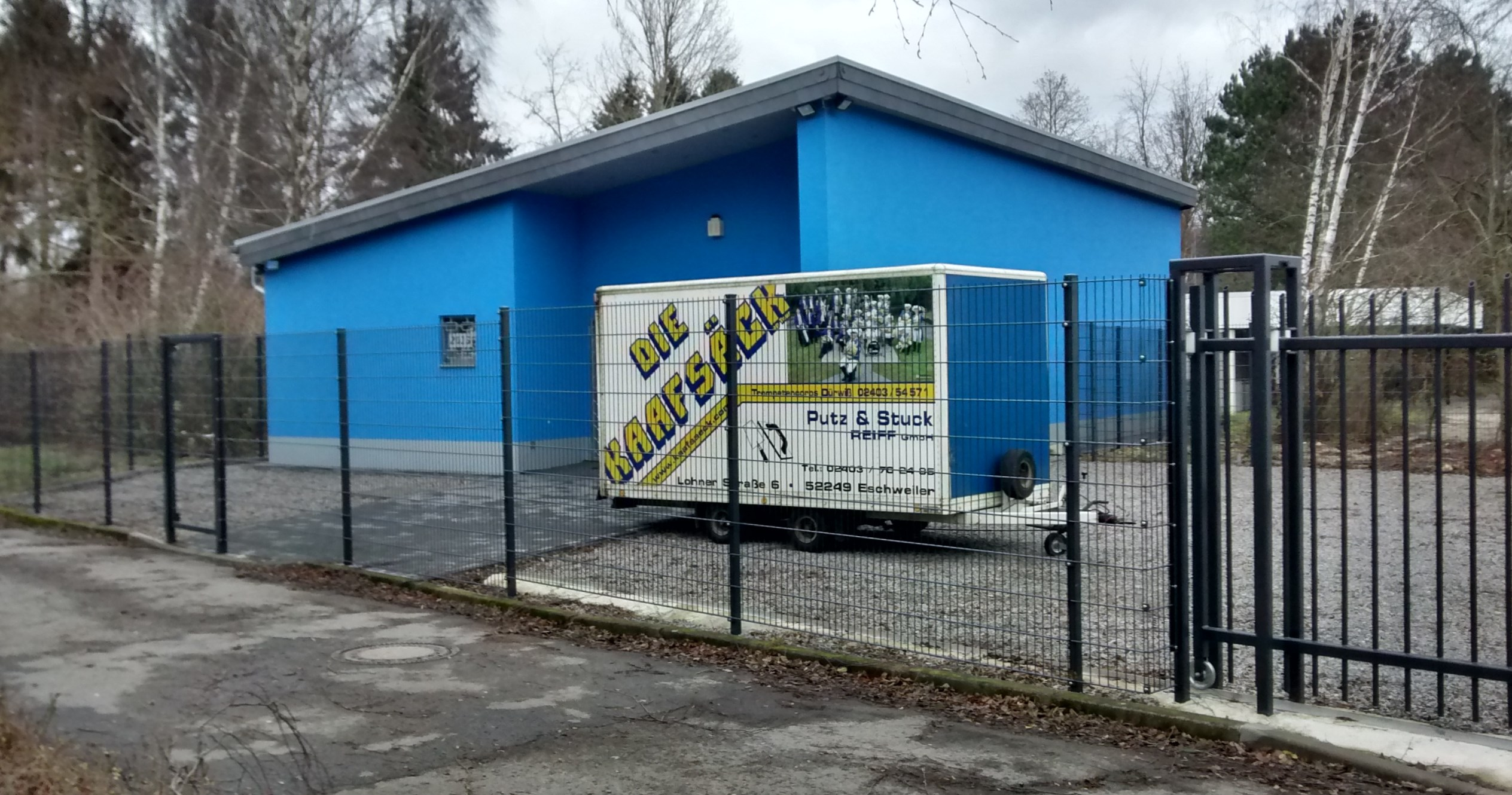
Gebäude eines Fanfarenkorps im Naherholungsgebiet Dürwiß

Zu Spitzenzeiten hatte Eschweiler acht Fanfarenkorps, die bis heute weit über die Grenzen hinaus bekannt sind. Ende der 1990er Jahre verabschiedeten sich das Fanfarenkorps KG Blaue-Funken Artillerie und Anfang 2000 die Starlight-Trompeter von der musikalischen Bühne. Seit 1989 findet alle vier Jahre der Tag der Fanfarentrompeter statt. Über den ganzen Tag verteilt treten die einzelnen Eschweiler Korps an verschiedenen Punkten in der Innenstadt auf, ehe abends auf dem Marktplatz jedes Korps noch einmal sein Können präsentiert.
Aktive Fanfarenkorps:
- Die Original Eschweiler Fanfarenkorps der KG „Rote Funken Artillerie“ (1952)[32]
- Die Nothberger Fanfarentrompeter (1953)[33]
- Die Weisweiler (1957)[34]
- Die Kaafsäck (1959)[35]
- Das Trompeterkorps Eefelkank e. V. (1959)[36]

Ehemalige Fanfarenkorps:
- Das Fanfarenkorps der KG Blaue-Funken Artillerie
- Die Starlight-Trompeter (ehemals Fanfarenkorps der KG Klee Oepe Jonge)
- Die Indesound-Trompeter (2001–2009)
- Die Regimentstrompeter Bergrath (1988)

### Sport
Von Bedeutung für sportliche Aktivitäten ist das Freizeitzentrum Blausteinsee bei Dürwiß. Ergänzend zum Breitensport, existiert eine 18-Loch-Golfanlage bei Haus Kambach in Kinzweiler.
Neben zahlreichen privat und gewerblich betriebenen Sporteinrichtungen wie der größten Indoor-Soccer-Anlage der Region Aachen, welche dem Fußballverein Alemannia Aachen als Trainingscamp dient, verfügt Eschweiler über das Freibad Dürwiß mit Rutsche und dem Familien- und Spaßbad Jahnstraße mit Wellenbad und Rutsche (aufgrund Flutschäden derzeit noch geschlossen). Weitere Sportstätten sind die Skater-Anlage Indestraße, die Großsportanlage mit Stadion in Dürwiß, das Moto-Cross-Gelände des MSC Grenzland 1982 e. V. bei Neu-Lohn sowie 16 Sportplätze, 13 Turn- und Sporthallen, fünf Tennisplätze mit insgesamt 26 Courts, mehr als vier Reithallen, drei Trimm-Dich-Pfade, zwei Kleinkaliberschießstände und eine Minigolfanlage.
In Eschweiler war in den 1970er Jahren das Willi Kauhsen Racing Team ansässig, ein Motorsport-Rennstall, der zunächst in der Interserie und mit Alfa Romeo in der Prototypen-Weltmeisterschaft antrat, bevor er in der Formel 2 aktiv war und schließlich 1979 in Zusammenarbeit mit der FH Aachen einen kurzlebigen Aufstieg in die Formel 1 wagte.
Der Blausteinsee-Cup ist ein seit 2003 jährlich stattfindender Regattawettbewerb auf dem Blausteinsee.

#### Fußball
In Eschweiler gibt es derzeit neun Fußballvereine:
- Eschweiler Sportgemeinschaft ESG 1906 e. V.
- FC Eschweiler 2020 e. V. (2020 fusionierten FC Germania 07 Dürwiß e. V., SC „Bewegung“ Laurenzberg 1932 e. V. und SV „Fortuna“ Weisweiler 08 e. V. zum gemeinsamen Verein FC Eschweiler 2020)[39]
- FC Rhenania 1920 Lohn e. V.
- FC „Rhenania“ e. V. 1913 Eschweiler
- Fußballverein Eschweiler 1929 e. V.
- SC 1912 Berger Preuß e. V. (Der SV 1912 Nothberg e. V. und der FC „Preußen“ 1912 Hastenrath e. V. fusionierten zum gemeinsamen Verein SC 1912 Berger Preuß im Jahre 2014)[40]
- Sportfreunde 1919 Hehlrath e. V.
- SV 1919 St. Jöris e. V.
- SV „Falke“ Bergrath 1924 e. V.

### Kulinarische Spezialitäten
Die Eschweiler Küche entspricht der Küche der Stadt Aachen und der gesamten Region Aachen. Sie ist im Wesentlichen rheinisch geprägt. Aachener Spezialitäten sind Muscheln, Panhas sowie Sauerbraten (mit einer Soße aus Rosinen oder Sultaninen, Rübenkraut und Aachener Printen), Reibekuchen (in Eischwiele Platt Riefkooch), meist mit Schwarzbrot, Apfelkraut (Appelkruck) oder Rübenkraut (Sehm), Blutwurst roh oder gebraten, (Flönz/Puttes/Blootwuësch) und Hemmel on Äed (Himmel und Erde, das heißt Kartoffelpüree mit Apfelmus und gebratener Blutwurst oder gebratenem Panhas). Beliebte und typische Süßspeisen sind Mutzen sowie Reisfladen, Aprikosenfladen und Birnenfladen (Riesflaam, Aprikuuseflaam, Schwatze Flaam); Birnenfladen gibt es traditionsgemäß in Aachen und Umgebung zu Beerdigungen.

## Bauwerke und Sehenswürdigkeiten

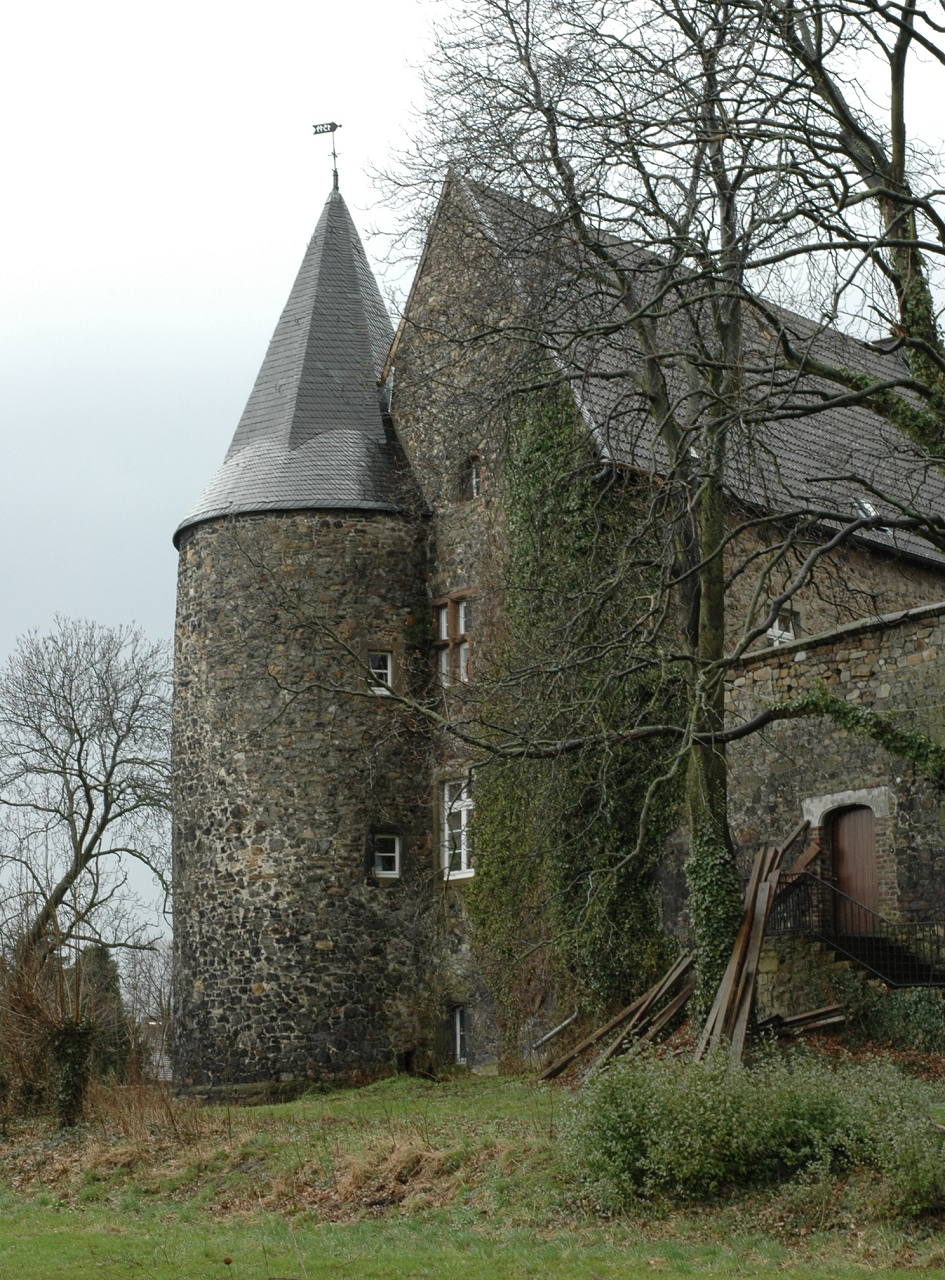
Röthgener Burg

### Burgen und Herrenhäuser

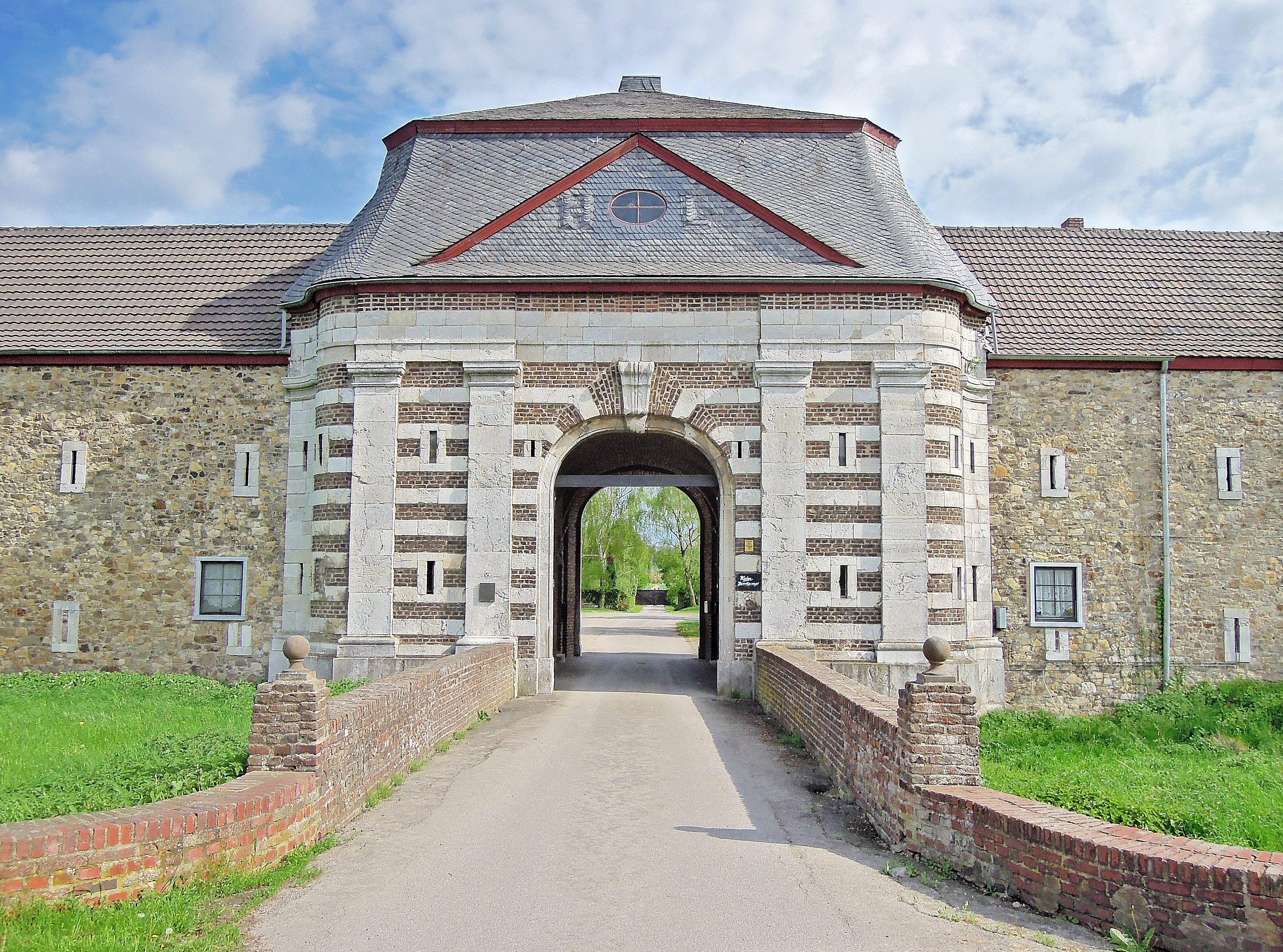
Haus Palant

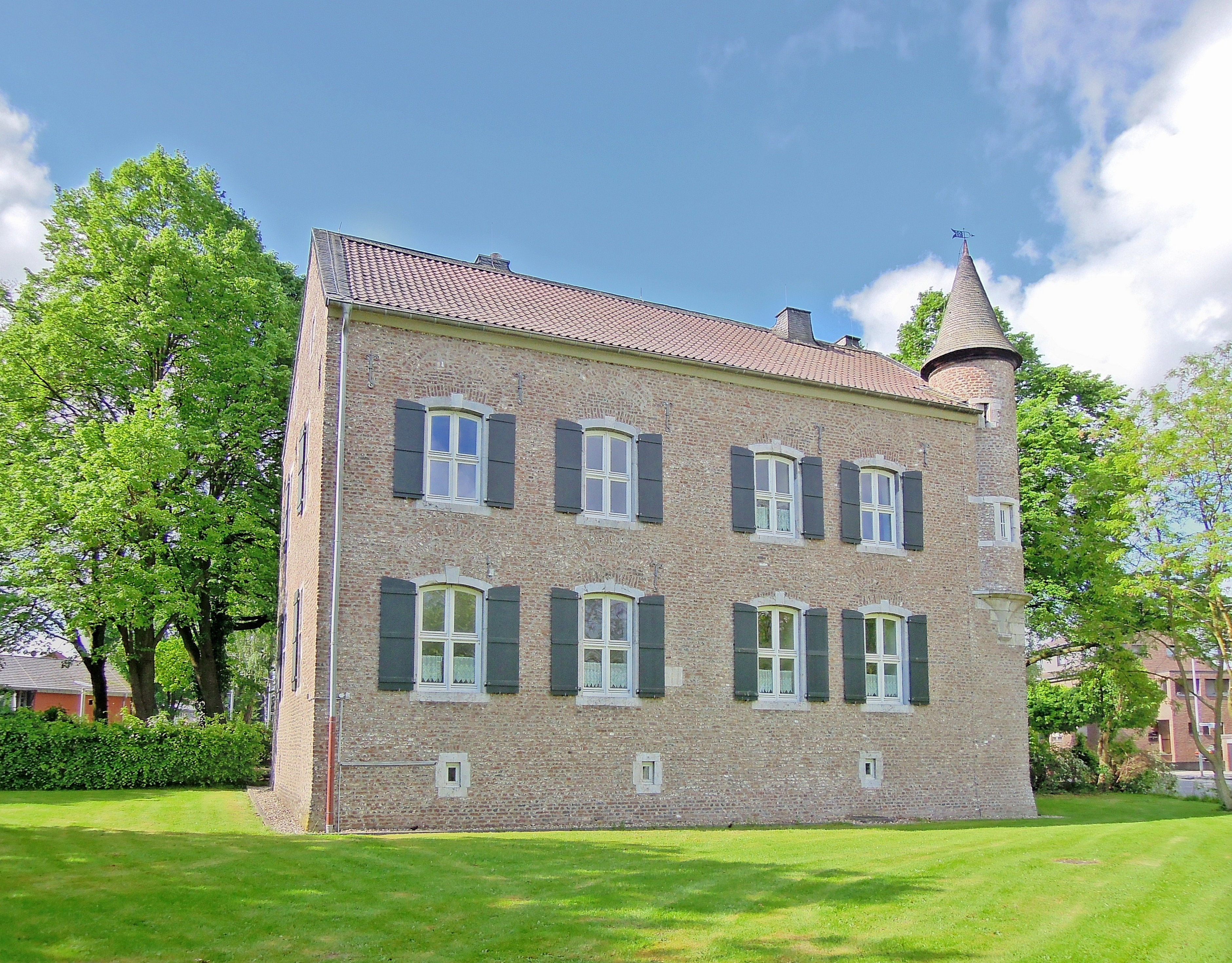
Broicher Hof

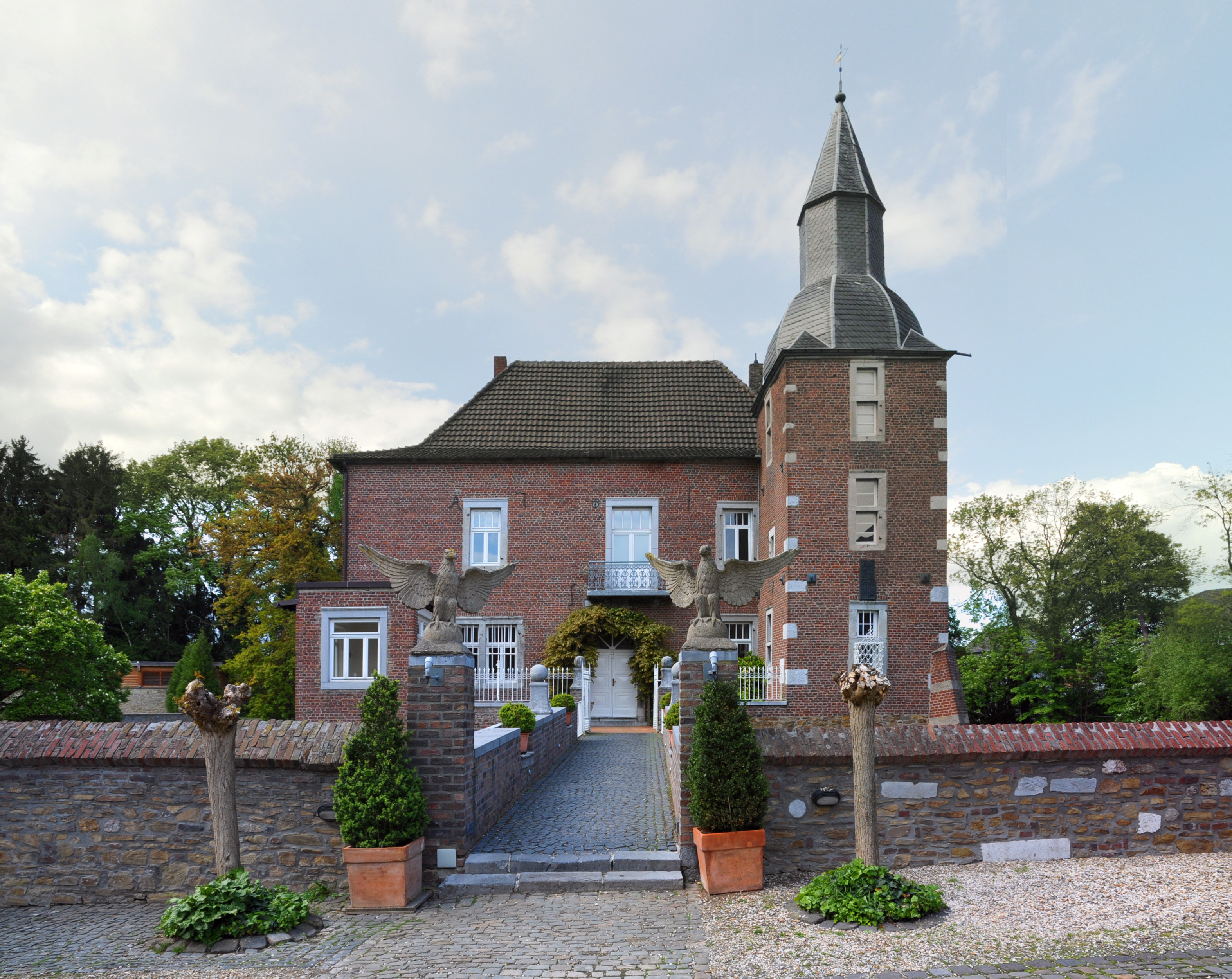
Wasserschloss Haus Kambach

Erhalten geblieben von der größtenteils abgerissenen Eschweiler Burg, einer ehemaligen Wasserburg aus dem 13. Jahrhundert, sind die drei verbliebenen Rundbauten welche sich nun auf dem Gelände des St. Antonius Hospitals befinden und teils von diesem genutzt werden.
Zu größten Teilen überdauern konnten die Wasserburgen Burg Röthgen, Burg Kinzweiler und Haus Kambach, welches das Golfheim für den dortigen Golfplatz beherbergt. Besondere Beachtung verdient die Nothberger Burg mit Pasqualini-Erker und -Lustgang. Bei Weisweiler liegen die Burg Weisweiler und die noch verbliebene wuchtige Vorburg von Haus Palant. Sehenswerte Höfe sind der 2006 restaurierte Nothberger Hof sowie in Dürwiß der Drimbornshof und der Broicher Hof, der bis Februar 2008 Sitz der regionalen Forstbehörde war.
Wegen des Braunkohleabbaus wurden in den 1970er Jahren im nördlichen Stadtgebiet die Burgen von Lürken und Laurenzberg sowie das Rittergut Hausen abgebaggert; letzteres wurde teilweise im 15 Kilometer entfernten Aachen wiederaufgebaut.

### Sakralbauten
Sehenswert sind die beiden Wallfahrtskirchen St. Cäcilia Zur schmerzhaften Mutter in Nothberg und St. Blasius in Kinzweiler sowie der auf einer der beiden Motten errichtete Kinzweiler Kalvarienberg. Besondere Beachtung verdienen sowohl die Hauptpfarrkirche St. Peter und Paul mit teilweise romanischem Turm und seltener Lederpietà als auch das ehemalige Zisterzienserinnenkloster in St. Jöris mit Schädelreliquie.

### Klöster

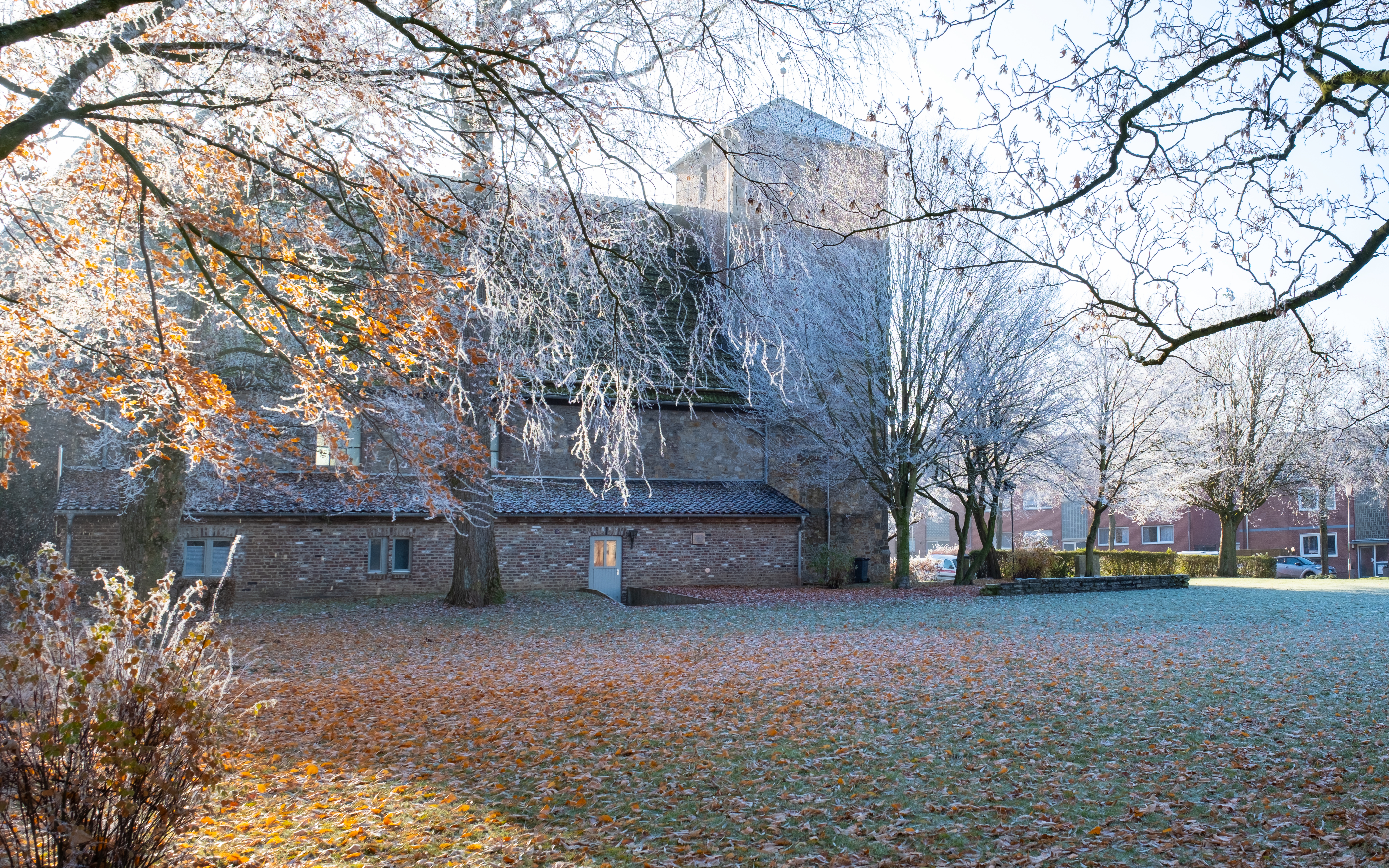
Ehemalige Klosterkirche und jetziges Kulturzentrum St. Jöris

Von 1909 bis 1966 stand in der Jülicher Straße ein Mönchskloster der Alexianer. Ein Franziskanereremitenkloster befand sich in Röhe. In St. Jöris befindet sich noch die erhaltene Kirche des ehemaligen Zisterzienserinnenklosters St. Jöris, heute Wohnanlage sowie Veranstaltungsraum und kultureller Mittelpunkt des Dorfes.
Das Alexianerkloster Eschweiler war das erste Filialkloster der Kölner Alexianer und bestand von 1904 an. 1966 wurde das Gebäude an der Jülicher Straße abgerissen. Heute erinnert an das Kloster noch das Sträßchen Im Klostergarten.

### Mühlen
Zahlreiche Mühlen liegen auf dem Stadtgebiet, von denen die Gressenicher Mühle bei Scherpenseel von Bauart und landschaftlicher Lage her hervorragt. Weitere Mühlen sind die Herrenkunst, Leuchters Mühle, Neumühle, Hasseltmühle, Kuckhoffmühle, Dautzenbergsmühle, Kupfermühle, Ichenberger Mühle, Stoltenhoffmühle, Dobbelsteinsche Mühle, Patternmühle, Scherpenseeler Mühle, Untere, Mittlere und Obere Knippmühle, Ölmühle am Omerbach, Bendenmühle, Hovermühle, Weisweiler Mühle, Palants Mühle, Rößlers Mühle und Vogels Mühle.

### Villae rusticae
Ein dichtes Netz von Villae Rusticae zog sich zur Römerzeit über das Eschweiler Land; zu ihnen gehörte die Propsteier Villa im Propsteier Wald, die Villa bei der Hovermühle (heute Lynen-Werk) bei Eschweiler-Ost, die Villa von Lürken, die Villa bei Haus Palant und eine ausführlich dokumentierte Villa bei Hastenrath. Zu einem römischen Gutshof (Villa Weisweiler 39) aus der Nähe der im Zuge des Braunkohletagebaus umgesiedelten Ortschaft Eschweiler-Lohn gehört ein spätantikes Gräberfeld mit 30 Bestattungen.

### Friedhöfe

#### Kommunal verwaltete Friedhöfe
Insgesamt verfügt Eschweiler über 11 belegbare Begräbnisstätten in kommunaler Verwaltung, welche sich annähernd über das gesamte Stadtgebiet verteilen:
- Friedhof Bergrath, Ardennenstraße ⊙
- Friedhof Dürwiß, Jülicher Straße / Fronhovener Straße ⊙
- Friedhof Hastenrath, Pfarrer-Funk-Straße ⊙
- Friedhof Hehlrath, Nierhausener Straße/Kinzweilerstraße ⊙
- Friedhof Kinzweiler, Kalvarienbergstraße/Kirchstraße ⊙
- Friedhof Neu-Lohn, Rosenstrasse/Domtalweg⊙
- Friedhof Nothberg, Heisterner Straße ⊙
- Friedhof Röhe, Aachener Straße/Erfstraße ⊙
- Friedhof Stich, Am Schlemmerich/Wilhelminenstraße ⊙
- Friedhof St. Jöris, Begauer Straße ⊙
- Friedhof Weisweiler, Burgweg/Severinstraße ⊙

#### Ehrenfriedhöfe
Auf dem Stadtgebiet befindet sich der Ehrenfriedhof Weisweiler und der Ehrenfriedhof Hehlrath.

#### Jüdische Friedhöfe
In Eschweiler gibt es zwei jüdische Friedhöfe: in der Stadtmitte an der Ecke Grachtstraße/Talstraße der Eschweiler und an der Langerweher Straße der Weisweiler Jüdische Friedhof.
Die etwa 80 Grabsteine des Eschweiler Friedhofs stammen aus den Jahren 1820 bis 1941. Sie wurden von 1991 bis 1994 durch Dieter Peters dokumentiert.
Der Weisweiler Friedhof stammt vermutlich aus dem 16. Jahrhundert; der bislang älteste Grabstein dort stammt aus dem Jahre 1691. Die etwa 50 Grabsteine stammen aus dem 17. Jahrhundert bis zum Jahr 1940. Die Anlage gehört zu den ältesten jüdischen Friedhöfen im Rheinland.

### Natur- und Kulturdenkmäler
Im gesamten Stadtgebiet gibt es kleinere Parks, wie beispielsweise an der Bismarckstraße mit einem Denkmal zu Ehren Ludwig Carbyns und den Stadtgarten mit Kriegerdenkmal und Einharddenkmal.
Naturdenkmäler sind die Mammutbäume im Propsteier Wald, der Napoleonstein am Hohenstein und die zahlreichen Pingen im Stadtwald.
Kulturdenkmäler sind das aufgelassene Gut Bongart im Bovenberger Wald und die beiden Kinzweiler Motten Mühlenbongert und Kalvarienberg.
Jedes Jahr werden dreißig bis vierzig so genannte Hochzeitsbäume von Frischvermählten im Stadtgebiet gepflanzt.

## Verkehr und Infrastruktur

### Busverkehr

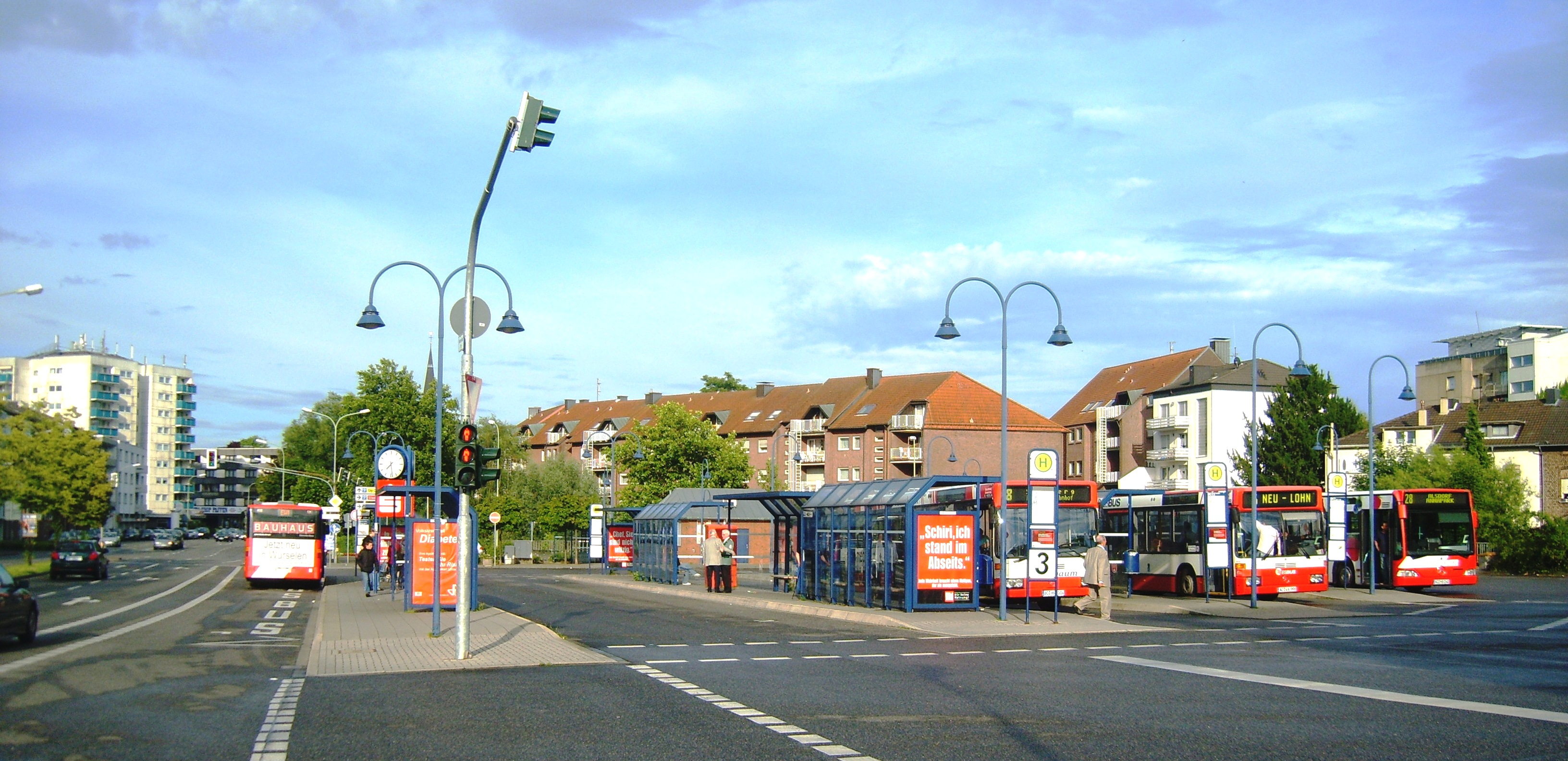
Eschweiler Bushof

Eschweiler verfügt über die zwei Busbahnhöfe Eschweiler Bushof und Eschweiler-Talbahnhof/Raiffeisenplatz, welche neben den Haltestellen Eschweiler Hbf, Grabenstraße und Rathaus die Hauptknotenpunkte im Stadtgebiet sind. Die etwas über 100 Bushaltestellen des Aachener Verkehrsverbundes AVV werden von einer Schnellbuslinie, einer Nachtbuslinie, sechs Stadtbuslinien und acht weiteren Linien bedient. Sie verbinden alle Stadtteile untereinander sowie mit der Stadtmitte und den Nachbarorten Aachen (Schnellbus), Aldenhoven, Alsdorf, Gressenich (Stadtbus), Hamich, Heistern, Hoengen, Jülich, Langerwehe, Stolberg, Warden und Werth (Stadtbus).

Am 6. Oktober 1969 wurden die letzten beiden ASEAG-Straßenbahnlinien Eschweiler–Atsch–Eilendorf (Linie 22) und Eschweiler–Alsdorf (Linie 28) auf Busbetrieb umgestellt.

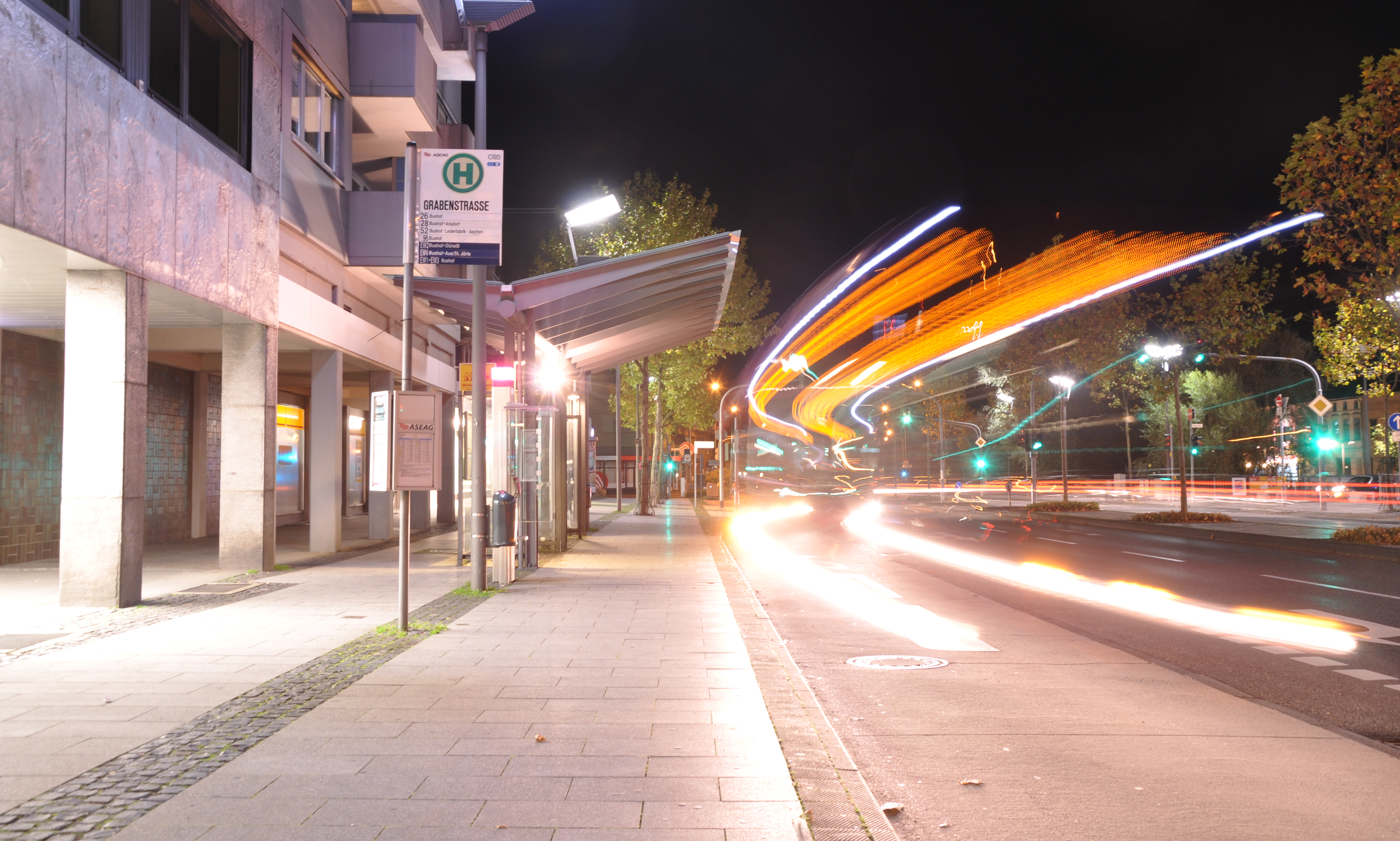
Zentral gelegene Haltestelle Grabenstraße bei Nacht

| Linie | Verlauf |
| ----- | --- |
| 6     | (Talbahnhof/Raiffeisenplatz – Krankenhaus –) Eschweiler Bushof – Dürwiß – Neu-Lohn – Fronhoven – (Weiler-Hausen – Niedermerz –) Aldenhoven – Bourheim – Jülich Walramplatz – Neues Rathaus – Jülich Bf/ZOB                                 |
| 8     | Zweifall – Münsterau – Vicht – Bernardshammer – Binsfeldhammer – Stolberg Altstadt – Stolberg Mühlener Bf – Velau – Steinfurt – Siedlung Waldschule – Pumpe-Stich – Röthgen – Talbahnhof/Raiffeisenplatz – Krankenhaus – Eschweiler Bushof |
| 26    | Eschweiler Bushof – Rathaus – Bergrath – Nothberg – Heistern – Wenau – Hamich – Gressenich Kapelle |
| 28    | Alsdorf-Annapark – Schaufenberg – Siedlung Ost – Mariadorf – Hoengen – Warden – Kambach – Kinzweiler – Hehlrath – Röhe – Eschweiler Bushof – Rathaus – Herz-Jesu-Kirche – Weisweiler – Hücheln (– Langerwehe Bf – Langerwehe Schulzentrum) |
| 48    | Stolberg Mühlener Bf – Birkengang – Donnerberg – Donnerberg Kaserne – Eschweiler Stadtwald – Waldsiedlung – Pumpe-Stich – Eschweiler Hbf – Röthgen – Odilienstraße – Krankenhaus – Eschweiler Bushof – Vöckelsberg                         |
| 52    | (Hücheln – Weisweiler –) Eschweiler Südstraße – Rathaus – Eschweiler Bushof – Röhe – Talbot – Ludwig Forum – Aachen Bushof |
| 96    | Langerwehe Schulzentrum – Langerwehe Bf – Weisweiler Bf – Weisweiler Frankenplatz – Elektrowerk – Herz-Jesu-Kirche – Rathaus – Eschweiler Bushof                                                                                           |
| 98    | Weisweiler Gewerbegebiet IGP – Herz-Jesu-Kirche – Rathaus – Eschweiler Bushof |
| EW1   | Eschweiler Bushof – Rathaus – Bergrath – Nothberg Knippmühle – Bohl – Volkenrath – Hastenrath – Scherpenseel – (Gressenich Kapelle / Werth Brunnenweg)                                                                                     |
| EW2   | Dürwiß – Dürwiß Kirche – Eschweiler Bushof – Rathaus – Nothberg Kirche – Nothberg Siedlung |
| EW3   | Eschweiler Bushof – Rathaus – Bergrath – Nothberg Knippmühle – Bohl – Volkenrath – Hastenrath – Scherpenseel – Werth Brunnenweg |
| EW4   | Eschweiler Bushof – Röhe – Aue / St. Jöris |
| EW5   | Talbahnhof/Raiffeisenplatz – Langwahn – Schwimmhalle – Eschweiler Bushof – Dürwiß Kirche – Dürwiß Freibad – Blausteinsee |
| EW6   | Anruflinientaxi: St. Jöris Bf – Kinzweiler – Hehlrath |

### Straßenverkehr
Eschweiler verfügt über ein Gesamtstraßennetzwerk von 189,7 km Länge (hierbei nicht einberechnet sind Ortsdurchfahrten von Bundes-, Landes- und Kreisstraßen).
Eschweilers Ausfallstraßen verlaufen sternförmig in Richtung Westen (Würselen, Broichweiden), Osten (Langerwehe, Düren), Nordwesten (Alsdorf, Hoengen), Norden (Aldenhoven, Jülich), Nordosten (Inden), Südwesten (Stolberg, Roetgen) und Südosten (Gressenich, Langerwehe-Heistern). Die Stadt durchziehen zwei Hauptachsen in Ost-West-Richtung: die Bundesautobahn 4 und die Landesstraße 223.
Die Landesstraße 223 (ehem. B 264) verläuft, von Broichweiden kommend, auf Eschweiler Stadtgebiet durch Röhe, Stadtmitte, Eschweiler-Ost. Ab der Anschlussstelle Eschweiler-Ost verläuft die Bundesstraße 264 vorbei an Weisweiler, Hücheln und Wilhelmshöhe. Dann führt sie weiter über Langerwehe in Richtung Düren. Da sie ursprünglich in der Innenstadt für jede Richtung separat über Einbahnstraßen geführt wurde, entschloss man sich, in den 1960er und 1970er Jahren einen Teil der Eschweiler Innenstadt abzureißen und die damalige Bundesstraße geradlinig und mehrspurig durchzuführen.
Eschweiler ist über drei Autobahnauffahrten von der A 4 Olpe-Köln-Aachen-Eindhoven zu erreichen: Eschweiler-West (5a), Eschweiler-Ost (5b) und Weisweiler (6). Außerdem bestehen über Aldenhoven (6), Alsdorf (5b) und Broichweiden (5a) direkte Anschlüsse an die A 44 Lüttich–Aachen–Jülich–Mönchengladbach.
An der A 4, welche auf 11,3 km durch das Stadtgebiet Eschweilers führt, liegen ebenfalls noch auf dem Stadtgebiet die Autobahnraststätten Aachener Land-Nord und -Süd. Diese befinden sich zwischen der Anschlussstelle Eschweiler-West und dem Kreuz Aachen.

### Schienenverkehr

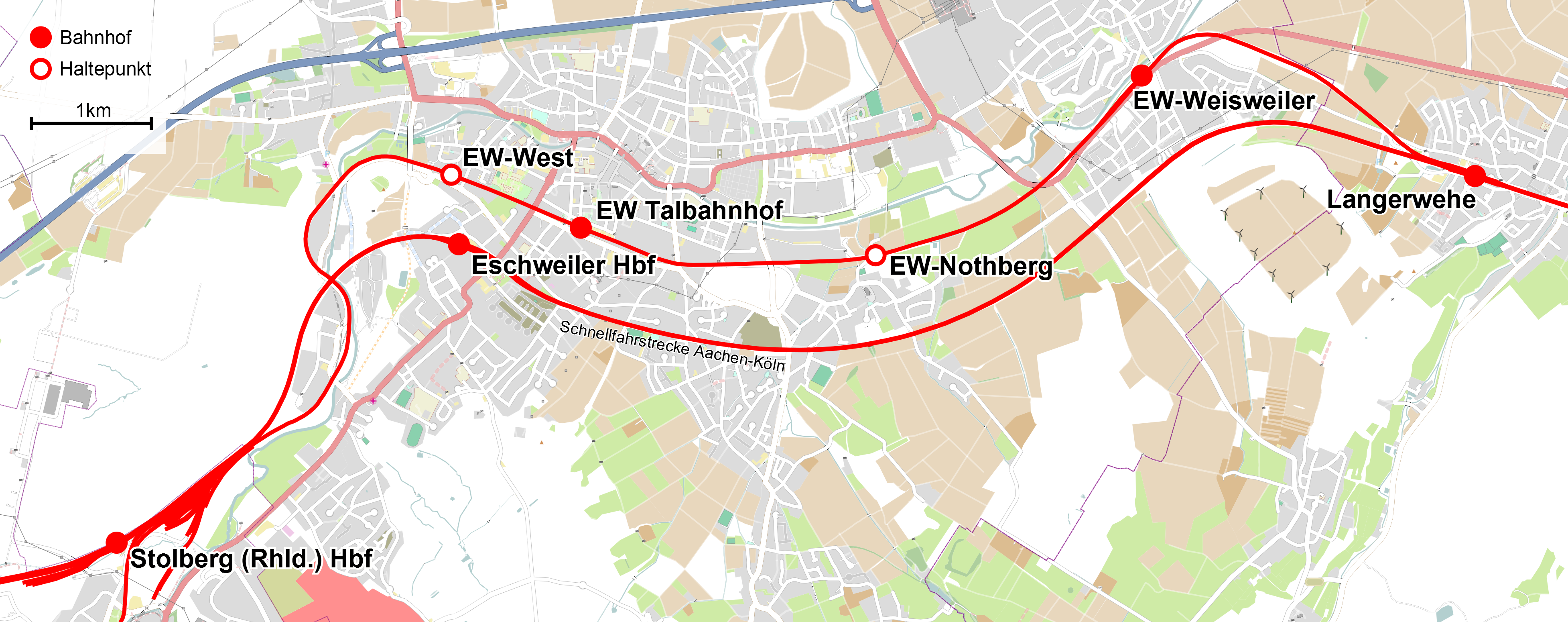
Schienennetz im Eschweiler Stadtgebiet mit Haltestellen

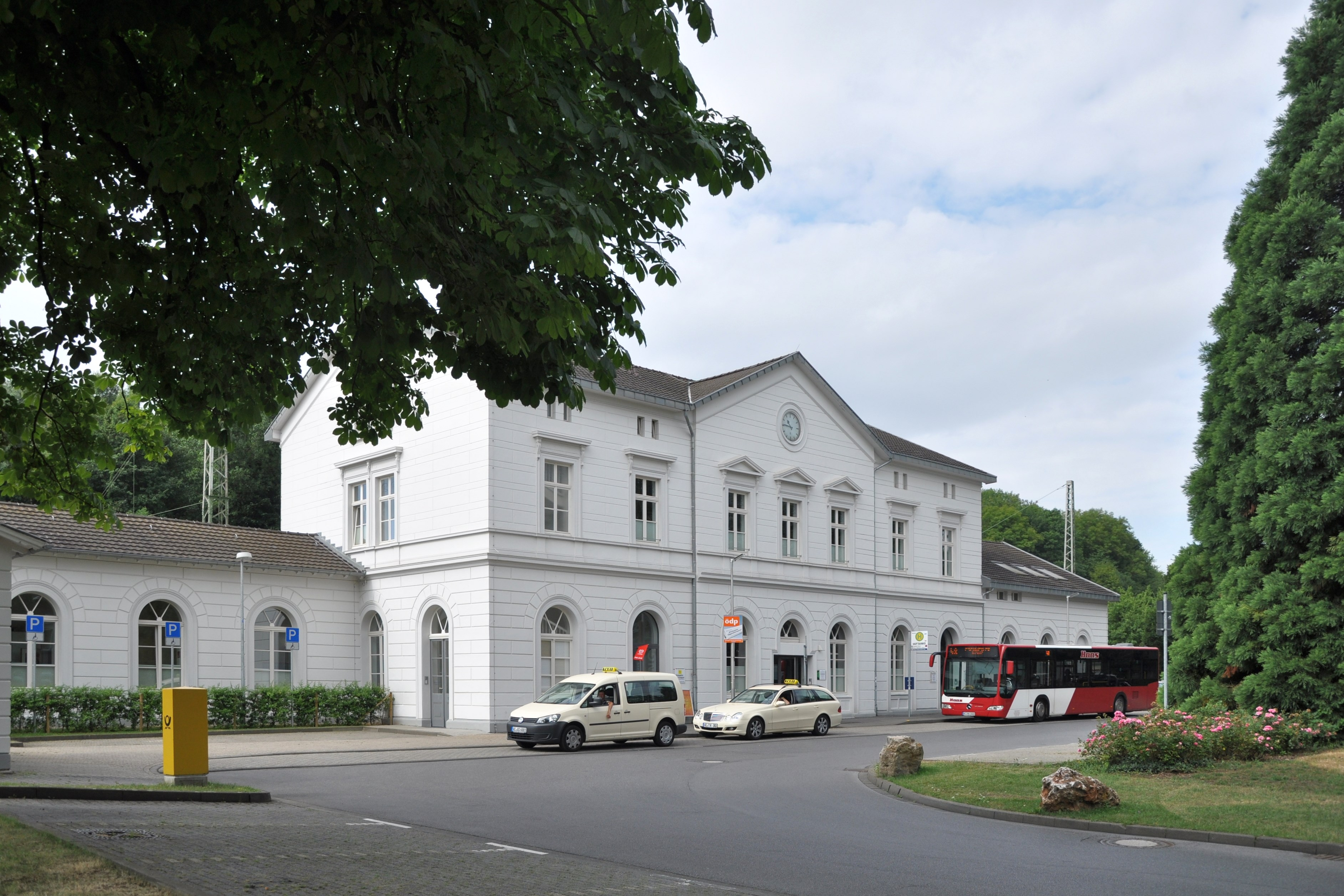
Eschweiler Hauptbahnhof

Durch das Eschweiler Stadtgebiet verlaufen die Bahnstrecke Köln–Aachen über Eschweiler Hbf und die Bahnstrecke Mönchengladbach–Stolberg über Eschweiler Talbahnhof, die von der EUREGIO Verkehrsschienennetz GmbH betrieben wird. Diese Strecke wird zwischen Stolberg und Eschweiler-Weisweiler von der Linie RB 20 (Euregiobahn) der DB Regio befahren. Seit 2009 ist sie über die Verbindungsstrecke Eschweiler-Weisweiler–Langerwehe mit dem Bahnhof Langerwehe an der Strecke Köln–Aachen verbunden.
Eschweiler verfügt über sechs Bahnstationen. Im Netz der Euregiobahn liegen Eschweiler West, Eschweiler Talbahnhof/Raiffeisen-Platz, Eschweiler-Nothberg, Eschweiler-Weisweiler und Eschweiler-St. Jöris.
Die ersten der vier genannten Stationen der Euregiobahn wurden am 11. September 2004 in Betrieb genommen. Die Station St. Jöris wurde am 12. Juni 2014 eröffnet. Ein weiterer Haltepunkt ist in Eschweiler-Aue geplant. Die Euregiobahn nutzt in Eschweiler insbesondere die Talbahnstrecke Stolberg-Eschweiler-Aue–Tal–Weisweiler–Frenz–Inden–Jülich–Hochneukirch –Rheydt-Odenkirchen, die 1873 bzw. 1875 von der Bergisch-Märkischen Eisenbahn-Gesellschaft eröffnet wurde. Eschweiler Hauptbahnhof wurde bereits am 1. September 1841 an der Strecke der Rheinischen Eisenbahn-Gesellschaft offiziell eröffnet.

### Luftverkehr
Die nächsten Flughäfen sind der Maastricht Aachen Airport (etwa 40 km), Flughafen Lüttich (etwa 60 km), Flughafen Köln/Bonn (etwa 60 km) und Flughafen Düsseldorf (etwa 80 km, Direktverbindung durch RE). Der Frankfurter Rhein-Main-Flughafen ist über den Regionalexpress und ICE International verbunden (Umsteigen in Aachen Hbf auf ICE). Für kleinere Flugzeuge ist der nahegelegene Flugplatz Aachen-Merzbrück ausgelegt, welcher zur Nachbarstadt Würselen gehört.

### Behörden

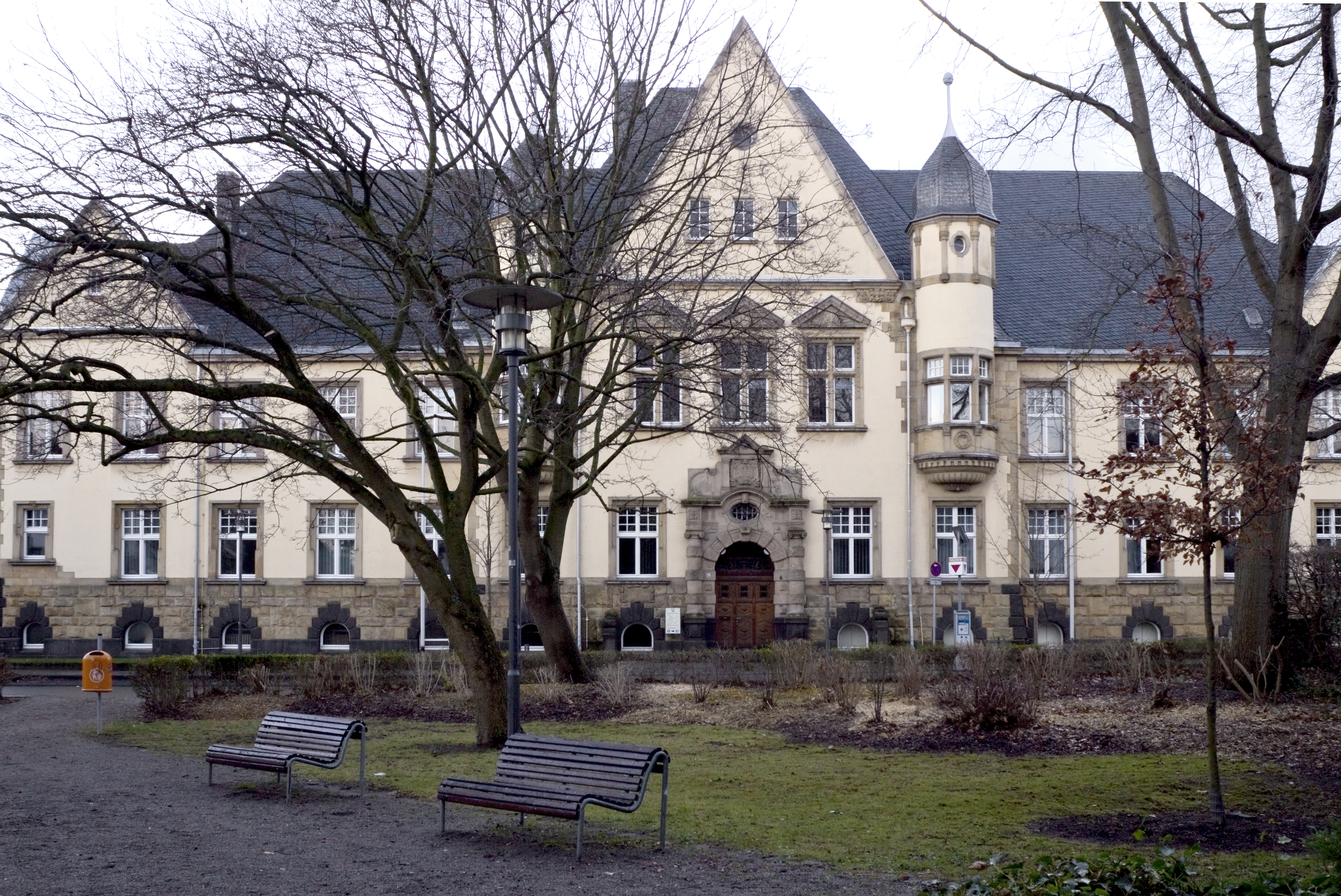
Amtsgericht

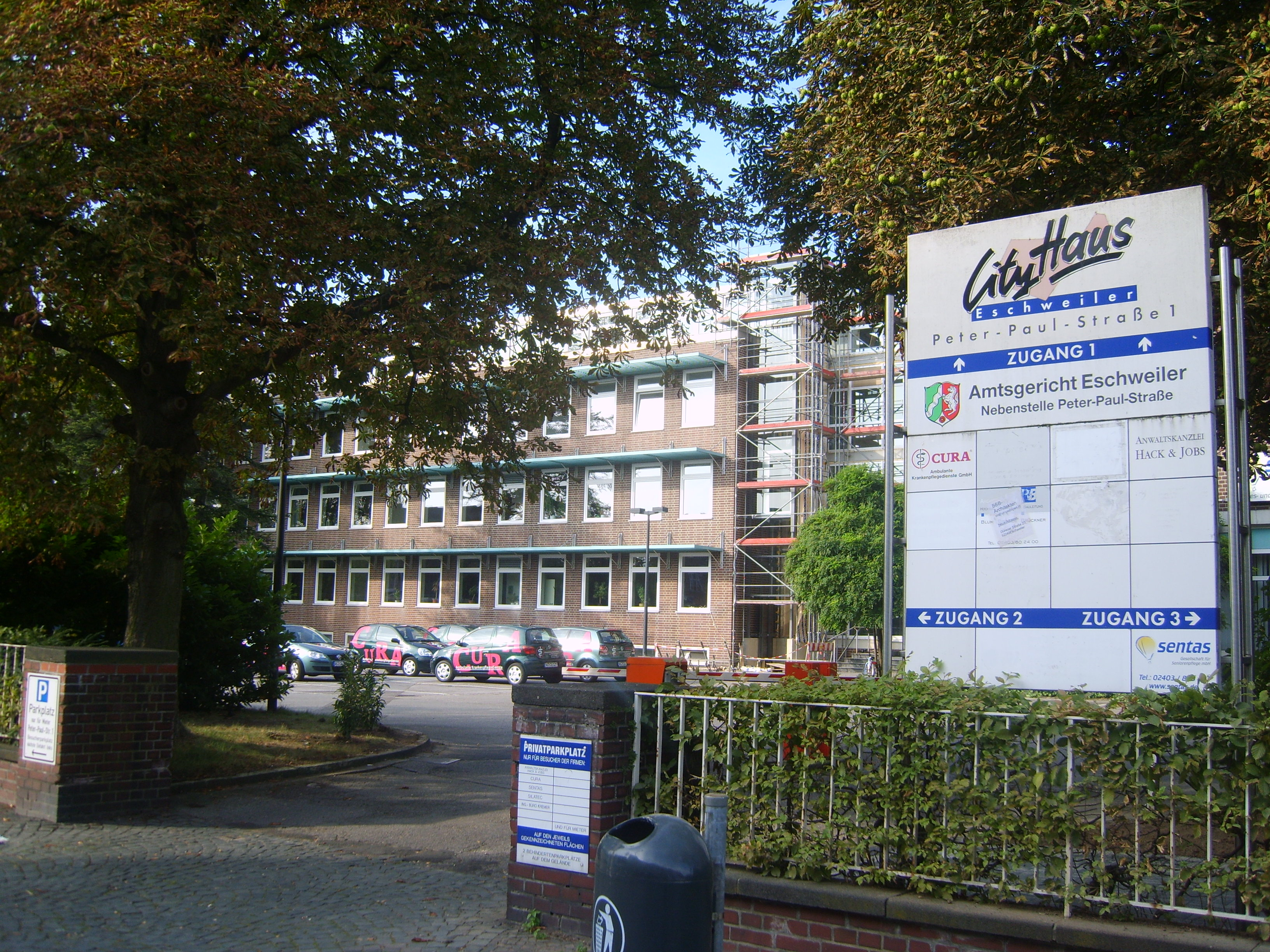
CityHaus Peter-Paul-Straße

Eschweiler ist Sitz des Amtsgerichts Eschweiler, des Gesundheitshauses des Gesundheitsamts der Städteregion Aachen und der Polizeiinspektion Aachen Kreis, Bezirksdienst Südkreis. Eschweiler ist eine der zehn Geschäftsstellen der Agentur für Arbeit Aachen-Düren und Sitz der Zentrale und Geschäftsführung der Jobcenter der Städteregion Aachen. Bis zur Umstrukturierung 2007 war die Stadt Sitz des Forstamts Eschweiler. In Eschweiler lag ferner eine Autobahnpolizeiwache, deren Gebäude am 21. August 2015 ein Bundespolizeirevier bezog. Seitdem betreut das Eschweiler Jugendamt alle illegalen, minderjährigen Flüchtlinge, die im Raum Eschweiler aufgegriffen werden.

### Bibliotheken
Neben zahlreichen kirchlichen Bibliotheken in Eschweiler befindet sich im Rathaus die Stadtbücherei, welche mit etwa 40.000 Büchern und Medien die Nachfolgerin der am 8. November 1909 mit einem Startbestand von 800 Bänden gegründeten Volksbibliothek und öffentliche Lesehalle ist.

### Gesundheit und Wohlfahrt

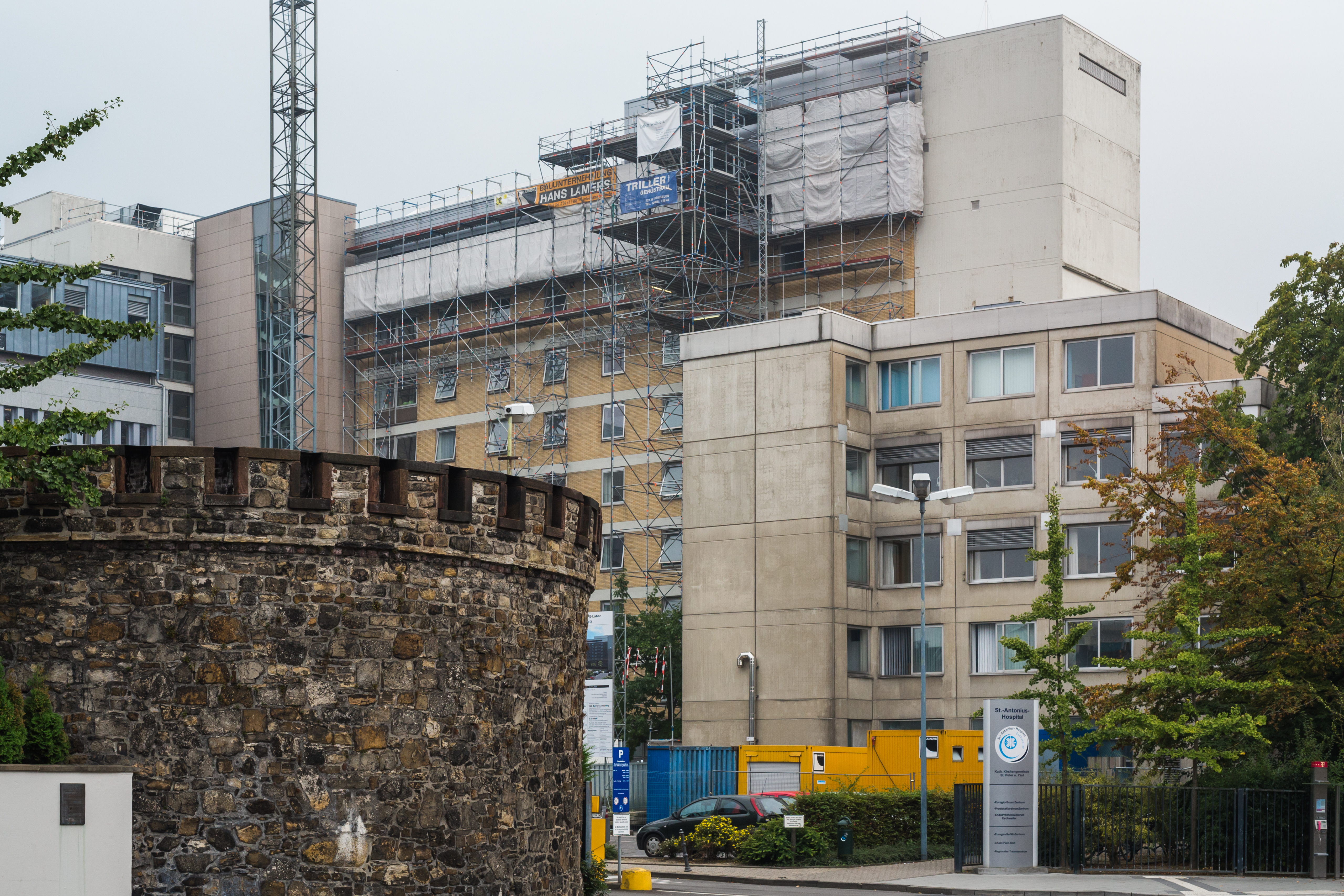
St.-Antonius-Hospital während der Umbauarbeiten 2014

Das St.-Antonius-Hospital ist das größte Einzelkrankenhaus des Kreises Aachen; hier befindet sich außerdem das Euregio-Brustzentrum (EBZ). Das Medizinische Qualitätsnetz Eschweiler e. V. MQN sorgt für die Einrichtung und den Betrieb der Notdienstpraxis am St.-Antonius-Hospital, und der Storchenbiß e. V. bietet dort Kurse für werdende und gebärende Mütter an. Die Parkklinik Röhe in Röhe ist auf Psychotherapeutische Medizin spezialisiert.
In Eschweiler befinden sich weiterhin das Sozialpsychiatrische Zentrum Triangel des Kreises Aachen und die Suchtberatungsstelle Café Kick des Diakonischen Werkes im Kirchenkreis Aachen und des Kreises Aachen. Sitz der Arbeiterwohlfahrt Kreisverband Aachen-Land e. V. ist Dürwiß. In der Steinstraße befand sich das Gesundheitsamt des Kreises Aachen. Seit der Gründung der Städteregion Aachen ist dies eine Nebenstelle des Gesundheitsamtes der StädteRegion Aachen.
Der Eschweiler Taler ist ein 2004 eingeführtes eigenes Bonusprogramm von vier Eschweiler Apotheken. Eingelöst werden kann der Taler in vielen Geschäften des Eschweiler Einzelhandels.

### Kinder- und Jugendeinrichtungen
Für Kinder und Jugendliche gibt es in Eschweiler den Kinder- und Jugendtreff OASE in der Innenstadt, sowie das katholische Kinder- und Jugendzentrum St. Peter und Paul, die außerschulischen, multikulturell orientierten und sozialpädagogischen Städtischen Spiel- und Lernstuben Maasstraße und Hüttenstraße, die Evangelischen Kinder- und Jugendtreffs Dürwiß und Weisweiler, den Jugendtreff der Freien evangelischen Gemeinde sowie weitere Spiel-, Koch- und Bastelangebote katholischer Kirchengemeinden. Im Kids Klub, einem Projekt des Deutschen Kinderschutzbundes Eschweiler e. V., werden seit 1995 in sechs Eschweiler Grundschulen Kinder vor und nach dem Unterricht und an allen Ferientagen qualifiziert betreut und gefördert. Die Christliche Arbeiterjugend Eschweiler Pumpe-Stich (CAJ) bietet in mehreren Gruppen Aktivitäten an: Pfingstcamp, Ostersegeln in der Karwoche auf dem IJsselmeer und Projekte wie Contaction, Alle gucken weg, wir gucken hin und die Aktion Z-Zivilcourage, gegen Fremdenfeindlichkeit, Anonymität und Gewalt.
Einrichtungen freier Träger in Eschweiler sind der Stadtjugendring Eschweiler e. V. sowie zahlreiche Jugendabteilungen der Vereine, Erziehungshilfeeinrichtungen und Ferienwerke.
Eschweiler verfügt über 21 Kindergärten sowie die Kindertagesstätte Der kleine Prinz des Kreises Aachen, die drei Kindertagesstätten Hedwig-Wachenheim, Zauberhut und Schillerstraße der Arbeiterwohlfahrt und die Kindertagesstätte des St.-Antonius-Hospitals. Dieses Angebot ergänzen der Christliche Kindergartenverein Eschweiler e. V., der Kindergarten des Deutschen Roten Kreuzes, die Städtische Tageseinrichtung für Kinder Lollipop, Tagesstätte und Hort Käthe Strobel sowie die Teiltagesstätten Quellstraße, Auf dem Driesch und Weierstraße.

#### St.-Josef-Kinderheim Eschweiler

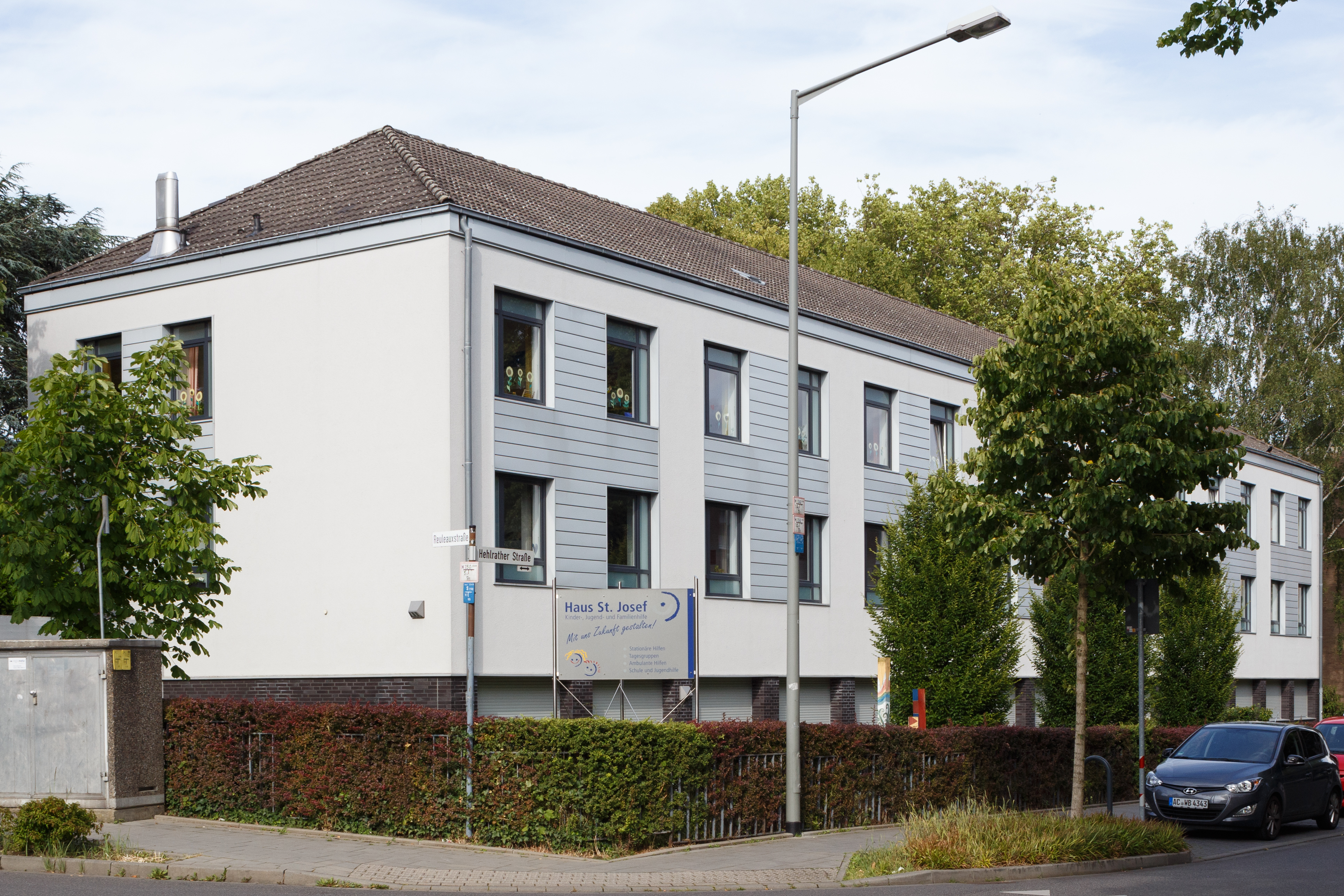
Haus St. Josef (früher „Kinderheim St. Josef“)

Das St.-Josef-Kinderheim Eschweiler oder die St. Josef Kinder-, Jugend- und Familienhilfe ist ein Kinderheim, vormals Waisenhaus und liegt in der Stadtmitte in der Hehlrather Straße. Trägerin ist die Katholische Pfarrgemeinde St. Peter und Paul.
Am 2. September 1889 wurde das Waisenhaus im Leo-Haus am Eschweiler Markt gegründet. Zur Betreuung des Hauses wurden Schwestern des Ordens Arme Dienstmägde Jesu Christi berufen. Das neue Sankt-Josef-Waisenhaus an der Hehlrather Straße Ecke Reuleauxstraße in der Stadtmitte wurde am 10. September 1896 anstelle des alten Hauses eröffnet. Dieser Neubau für rund 100 Kinder wurde durch eine Spende eines Johann Werden aus Eschweiler-Röhe ermöglicht und hatte 57 Räume, davon vier Schul-, zwei Speise- und vier Schlafräume. Hier begannen 12 Schwestern des Ordens aus dem Mutterhaus in Dernbach im Westerwald ihre Arbeit. Vor dem Haus befand sich eine Grotte mit einer Statue der Muttergottes von Lourdes. Im Dezember 1957 wurde der von der Pfarrgemeinde finanzierte Neubau fertig gestellt.
Seit der Jahrtausendwende, als von mutmaßlichen Missbrauchsfällen innerhalb des Heims aus den 1950er bis 1970er Jahren in Büchern und Medien berichtet wurde, hat die Einrichtung eine verstärkte Präsenz in der Öffentlichkeit und gab den Anstoß zur Diskussion über solche Einrichtungen generell.

### Bildung
In Eschweiler gibt es elf Grundschulen, eine Gesamtschule (Waldschule in Pumpe-Stich), zwei Hauptschulen (Dürwiß, Stadtmitte), eine Realschule (Patternhof), zwei Gymnasien (Städtisches Gymnasium, im Volksmund: das Städtische und Bischöfliche Liebfrauenschule, im Volksmund: der Nonnenbunker), die Astrid-Lindgren-Schule für Erziehungshilfe, die Erich-Kästner-Schule für Sprachbehinderte, die Willi Fährmann-Förderschule im Verbund für Erziehungshilfe und Lernbehinderte, die Jugendverkehrsschule Dürwiß, die Musikschule der Stadt Eschweiler, ein Berufskolleg, eine Volkshochschule und ein Studienzentrum der FernUni Hagen.

### Kasernen
Die erste Eschweiler Kaserne war die Infanteriekaserne Eschweiler in der Preyerstraße (vormals Kasernenstraße). Nach dem Zweiten Weltkrieg richtete Belgien sowohl die Kaserne Camp Astrid im Propsteier Wald ein, wo die belgischen Streitkräfte und ein großes Munitionslager bis 1995 blieben, als auch am Eschweiler Stadtwald das Camp Eschweiler (später Camp Zeebrugge), welches 1958 die Bundeswehr als Lager Eschweiler (später Lager Donnerberg, heute Donnerberg-Kaserne) übernahm.

### Gefahrenabwehr und Katastrophenschutz
Die Freiwillige Feuerwehr Eschweiler (Freiwillige Feuerwehr mit hauptamtlichen Kräften) wird seit 2018 im eigenen Amt 37, Amt für Brandschutz, Rettungsdienst und Bevölkerungsschutz verwaltet und gliedert sich in acht ehrenamtlichen Löschzüge und die hauptamtliche Wache. Durch die hauptamtlichen Kräfte wird der Regelrettungsdienst fürs Eschweiler Stadtgebiet, sowie der Krankentransport durchgeführt. Des Weiteren existieren in der Eschweiler Feuerwehr zwei Sondereinheiten: Eine Logistikgruppe, welche sich größtenteils aus ehrenamtlichen Kameraden des Innenstadtlöschzugs zusammensetzt, bringt zusätzliches Material mit Hilfe von Wechselladerfahrzeugen, sowie Logistikfahrzeugen zur Einsatzstelle. Die durch die StädteRegion betriebene Einheit Messzug-Nord ist ebenfalls in Eschweiler stationiert, und seit Ende 2023 wieder auf der Hauptfeuer- und Rettungswache, am Florianweg (vorher: LZ Weisweiler). Der Messzug wird durch Personal aus fast allen ehrenamtlichen Löschzügen besetzt, die eine entsprechende Sonderausbildung absolviert haben. Durch ein weiteres Sonderfahrzeug des Bundes, stationiert in Herzogenrath-Merkstein, wird der Messzug-Nord zum Messzug nach NRW-Konzept ergänzt.
Außerhalb der Einsatzabteilungen engagieren sich Jugendliche in einer der sechs Jugendfeuerwehrgruppen. Mit einem Spielmannszug, einem Musikzug, sowie der Ehrenabteilung für aus dem Einsatzdienst ausgeschiedene Feuerwehrleute vervollständigt sich die Eschweiler Feuerwehr.
Durch die eigene Einsatzzentrale werden eingehende Notrufe disponiert und die Einsatzkräfte der Feuerwehr alarmiert. Alle nicht durch die Feuerwehr Eschweiler betriebenen Einheiten können nur durch die integrierte Leitstelle Aachen alarmiert werden.
Im Bevölkerungsschutz und Sanitätsdienst engagieren sich Ehrenamtliche in einem der beiden Ortsvereinen des Deutschen Roten Kreuzes (DRK) Ortsverein Eschweiler und Dürwiß, oder der Johanniter-Unfall-Hilfe (JUH). Diese betreiben ebenfalls zusammen die 4. Einsatzeinheit der StädteRegion Aachen, welche sich aus Führungs-, Sanitäts-, Betreuungs- und Technikeinheit zusammensetzt. Die Führung der Einsatzeinheit liegt beim DRK. Die Bereiche Sanität und Technik werden ebenfalls vom DRK gestellt, der Bereich Betreuung wird von der JUH gestellt. Weiterhin wird durch Helfer der DRK-Ortsvereine Eschweiler und Dürwiß die Fachgruppe Verletztendekontamination gebildet. Durch die JUH wird eine Patientenablage für die Städteregion Aachen gestellt.
Ebenso ist im Ortsteil Weisweiler eine Ortsgliederung des Malteser Hilfsdiensts (MHD) ansässig. Diese ist in zwei Einsatzeinheiten tätig, die jedoch zum nahegelegenen Kreis Düren und zur Stadt Aachen gehören. Für die Städteregion Aachen stellt der MHD drei Rettungswagen für den sogenannten Erweiterten Rettungsdienst bereit, die bei größeren Einsätzen durch die Leitstelle der Städteregion Aachen alarmiert und mit qualifizierten ehrenamtlichen Helfern besetzt werden.
Außerdem ist in Eschweiler ein Ortsverband des Technisches Hilfswerks (THW), direkt neben der Feuerwache am Florianweg, ansässig. Diese betreibt neben den Grundeinheiten eines THW-Ortsverbands eine Fachgruppe Räumen.
Die Deutsche Lebens-Rettungs-Gesellschaft (DLRG) ist mit den beiden Ortsgruppen Eschweiler und Weisweiler im Stadtgebiet tätig. Ihre Helfer trainieren regelmäßig im Hallenbad Jahnstraße und versehen den Rettungswachdienst am Rursee bzw. am Blausteinsee. Einzelne Helfer sind durch ihren Dienst in Wasserrettungszügen auch im Katastrophenschutz eingebunden.

## Wirtschaft

### Ansässige Unternehmen

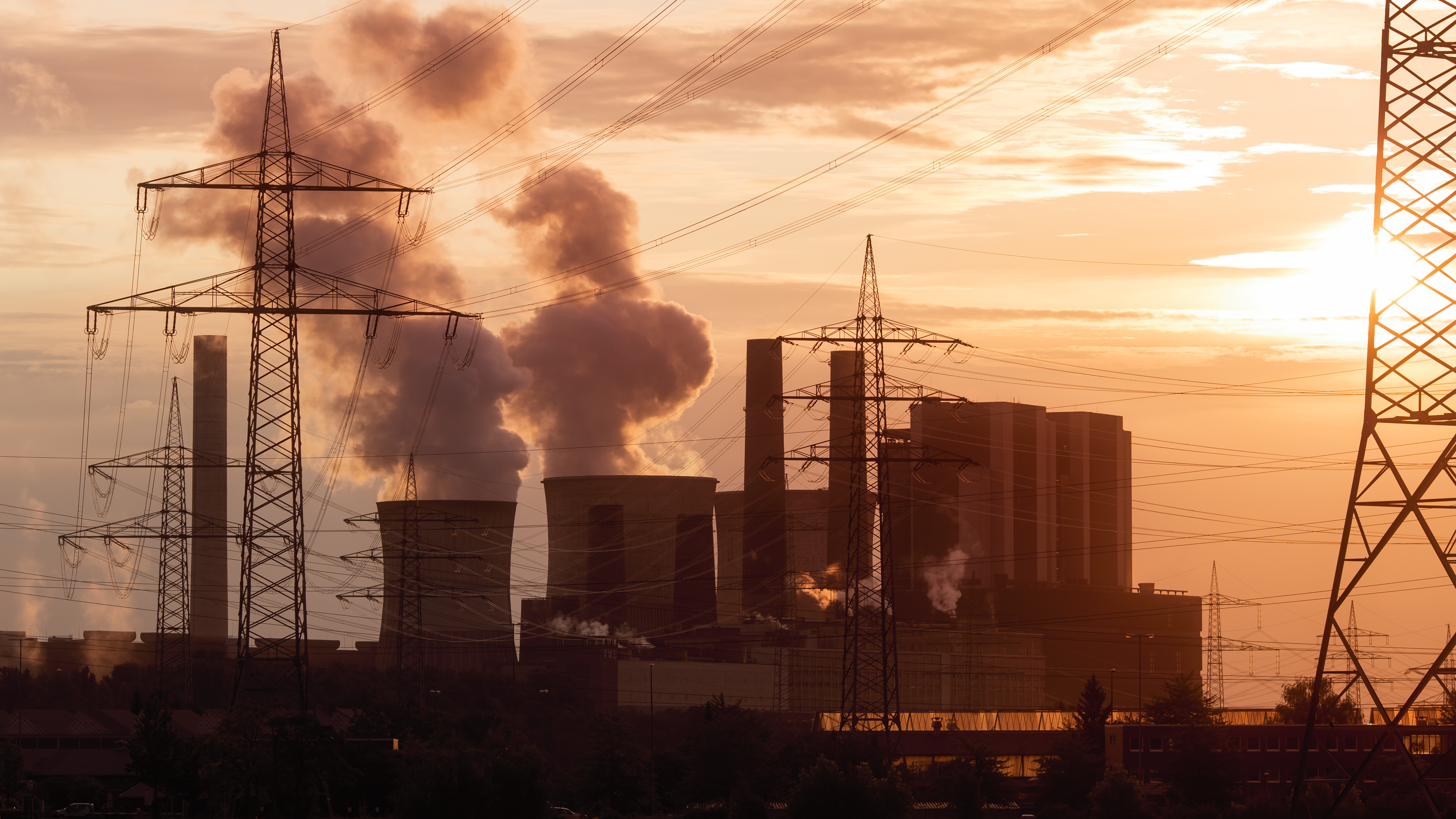
Kraftwerk Weisweiler im Sonnenaufgang

Eschweiler Industrie- und Gewerbezweige sind Feinmechanik, Metallverarbeitung, Gießereien, Kunststoff, Spezialklebstoffe, Papier, Nahrungsmittel sowie Logistik: UPS, Bofrost, Hermes, Speditionen, Aldi Süd-Verteiler- und -Ausbildungszentrum bei Kinzweiler. Ferner Braunkohlekraftwerk Weisweiler mit benachbarter, rechtlich selbständiger Müllverbrennungsanlage (MVA) Weisweiler, Elektrowerk Weisweiler und Industrie- und Gewerbepark (IGP) Eschweiler. Im Gewerbe-Technologie-Center (GeTeCe) in der Gartenstraße haben sich zahlreiche Unternehmen angesiedelt. Darüber hinaus ist Eschweiler Sitz von West Pharmaceutical Services, der deutschen Tochterfirma des amerikanischen Konzerns West Pharmaceutical Services Inc. und der weltweit größte Hersteller von elastomeren Primärpackmitteln für die pharmazeutische Industrie.
Die Deutsche Post ist in Eschweiler mit Postbank-Center und Hauptpost sowie Postfilialen in Dürwiß, Hastenrath, Nothberg, Ost und Weisweiler für den Postleitbereich 52249 vertreten.
Die heutige Eschweiler Wirtschaft weist rund 990 Einzelhandelsbetriebe, 500 Handwerksbetriebe, 120 Großhandlungen sowie 150 Industrie- und verarbeitende Betriebe auf, von denen nur noch ein Betrieb dem Bereich Bergbau angehört. Nach Fachgruppen aufgelistet liegen auf den ersten fünf Plätzen rund 230 konzessionierte Gaststättenbetriebe, 230 Baufirmen, 110 Lebensmittelgeschäfte, 80 Manufaktur-, Textil- und Wollgeschäfte und 60 Friseurbetriebe.

### Zeitungen und Medien
Die beiden Eschweiler Tageszeitungen sind die Eschweiler Nachrichten und die Eschweiler Zeitung, vormals Bote an der Inde.
Seit Herbst 1931 erscheint mit der Eschweiler Filmpost immer mittwochs ein werbefinanziertes Wochenblatt, dessen primäre Inhalte aus Todesanzeigen, geschäftlichen und privaten Kleinanzeigen sowie regionaler Berichterstattung besteht. Sie wird an insgesamt 30.170  Haushalte in Eschweiler und östlich angrenzenden Ortschaften verteilt.

Eschweiler Taler (beide Seiten)

### Hotels und Gastronomie
Eschweiler verfügt über zwölf Beherbergungsbetriebe, darunter das Best Western Hotel de Ville in der Altstadt, welches das Alte Rathaus als Tagungsort nutzt. Auf dem gesamten Stadtgebiet gibt es zahlreiche Gastronomiebetriebe, insbesondere im Bereich Markt/Schnellengasse.

### Kreditinstitute
Die Eschweiler Zweigstelle der Landeszentralbank in der Englerthstraße wurde am 31. Dezember 1967 geschlossen. Für einen Parkplatz wurde das 1904 errichtete Gebäude im Mai 1968 abgerissen. Eine 1,50 Meter hohe und einen Meter breite Gebäudeecke wurde symbolisch stehengelassen. Weitere ehemalige Eschweiler Kreditinstitute sind die Eschweiler Bank und die Stadtsparkasse Eschweiler.
In Eschweiler befinden sich Filialen der Targobank, Commerzbank, Deutschen Bank, Raiffeisen-Bank Eschweiler, Sparkasse Aachen und VR-Bank.

### Verbraucherschauen
Die Indeschau findet seit 2002 alle zwei Jahre auf dem Marktplatz in der Innenstadt statt. Sie ist eine Verbraucherschau mittelständischer Eschweiler Unternehmen.
Die Drei-Länder-Eck-Schau war eine Verbraucherschau, die auf dem Platz „Driesch“ in der östlichen Innenstadt zwischen 1987 und 2001 insgesamt neun Mal stattfand.

## Persönlichkeiten

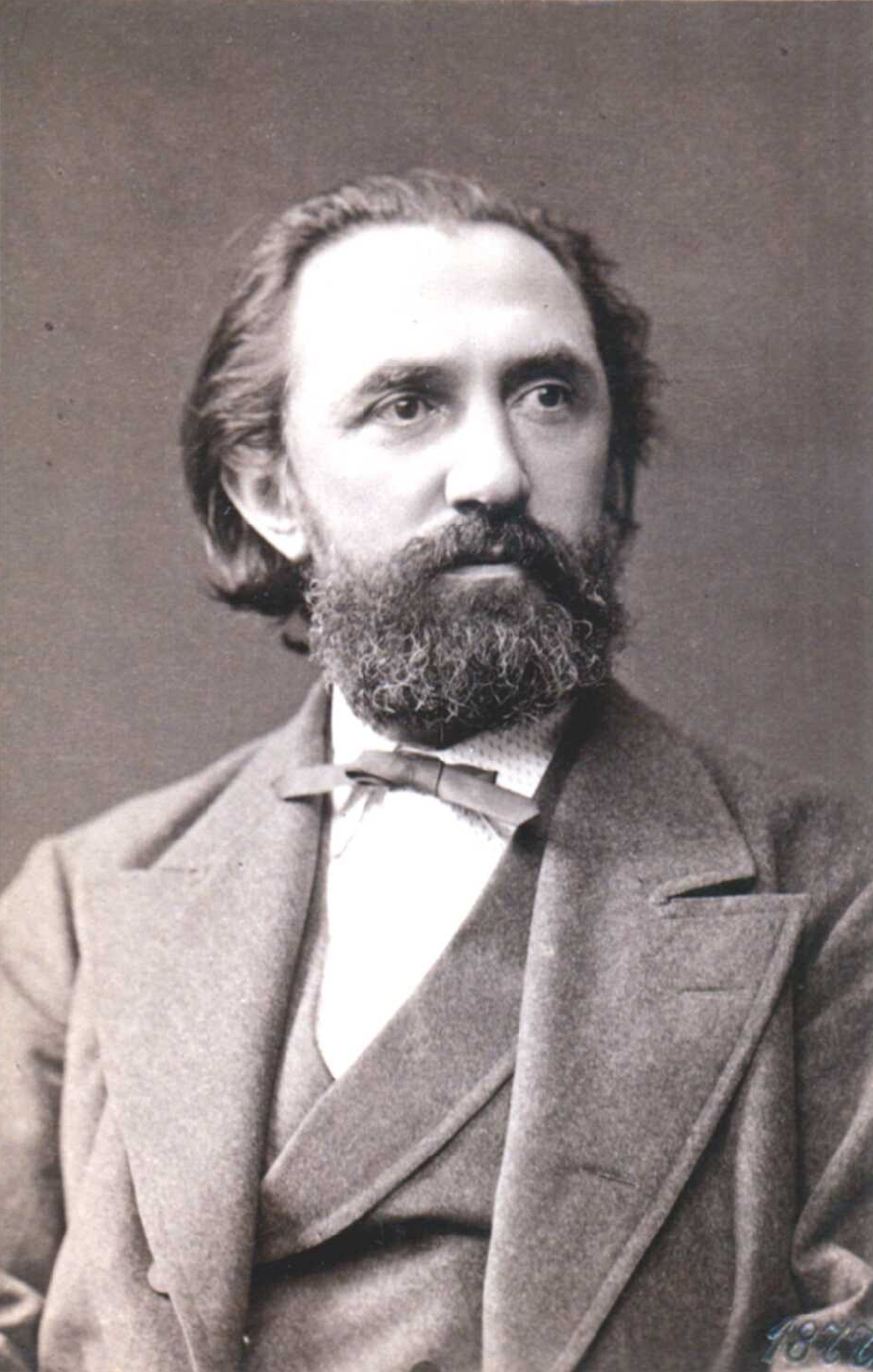
Franz Reuleaux: Sohn der Stadt und Ehrenbürger

In der Stadt Eschweiler geborene Personen sind unter anderem der „Vater der Kinematik“ Franz Reuleaux sowie die Nationalökonomen Götz Briefs und Wilhelm Lexis. Der Welt der Musik gehörten der Tenor Theo Altmeyer und der Komponist Wilhelm Rinkens an, weitere erwähnenswerte Künstler sind Herbert Bardenheuer und Thomas Virnich. Bedeutende Unternehmer waren Friedrich Englerth, Hugo Merckens sowie August und Joseph Thyssen. Aus den Medien bekannte Eschweilerinnen und Eschweiler sind ferner die Pornodarstellerin Michaela Schaffrath, die Schauspielerinnen Kerstin Linnartz und Roswitha Schreiner, der langjährige DLF-Hörfunkkorrespondent/Ghostwriter Karl-Heinz Smuda und der Kriegsverbrecher Heinrich Boere.
Zwar nicht in der Stadt geborene, aber durch ihr Leben und ihr Wirken eng mit Eschweiler verbundene Personen sind neben weiteren der Wohnungsbaugenossenschaftsgründer und Bürgermeister Ludwig Carbyn, der Dechant und Hospitalsgründer Matthias Deckers, der langjährige Vorsitzende des Zentralrats der Muslime in Deutschland Nadeem Elyas, die Industriellen Johann Heinrich Graeser und Friedrich Thyssen, der Vorsitzende des Marburger Bundes Rudolf Henke sowie die Malerfamilie Preyer.

## Sonstiges und Kurioses

### Sagen und Mythen
Neben lebenden Menschen gibt es in Eschweiler die fiktiven Juffern und Killewittchen.

### Bahnhof Stolberg
Aufgrund der ungünstigen Geographie der Nachbarstadt Stolberg befand sich der Stolberger Hauptbahnhof, bis zur Ausgemeindung des Stadtteils 1935, mehrere Jahrzehnte lang auf Eschweiler Stadtgebiet.

### Fernsehen
Eschweiler wird mehrfach in der Netflix-Serie Inventing Anna erwähnt, ist aber nicht Drehort. Der in der Serie gezeigte Bahnhof „Eschweiler“ existiert so nicht, sondern ist inszeniert; außerdem hat es nie einen Bahnhof dieses Namens auf dem Stadtgebiet gegeben. Die zentralen Bahnhöfe heißen „Eschweiler Hbf“ und „Eschweiler-Tal“.

### Benennungen nach Eschweiler
In den Braunkohleabbaugebieten um Eschweiler finden sich die fossilen Samen prähistorischer Scheinkastanien (Castanopsis). Diese Gattung stellt einen bedeutenden Teil des Ausgangsmaterials der Braunkohlelager der Region, aber existiert heutzutage wild lediglich im östlichen Asien. Das versteinerte Holz der prähistorischen Castanopsis (oder einer nah verwandten Gattung) wurde als Castanoxylon eschweilerense beschrieben, auf Deutsch ungefähr „Eschweiler-Kastanienholz“. Es tritt in Form ganzer Stümpfe und Äste nicht selten in der Braunkohle auf.
Nach der Stadt benannt sind ferner der Eschweiler Kohlensandstein, das Eschweiler Raffiné und der Eschweiler Wolf.

### Beinamen
Eschweiler trägt die Beinamen Wiege des rheinischen Bergbaus, Indestadt, Einkaufsstadt und Kallmannshuuse, übersetzt „Quasselstrippenhausen“.

### Abkürzungen
Eschweiler wird häufig E’ler abgekürzt, insbesondere vor dem Datum bei Unterschriften. In den Telefonbüchern der Deutschen Telekom steht Ewr. Die Eschweiler Stadtbusse werden mit EW abgekürzt: EW1, EW2, EW3, EW4 ebenso wie die Bahnhöfe EW-Aue, EW-West, EW-Talbahnhof/Raiffeisenplatz, EW-Nothberg und EW-Weisweiler. Der LOCODE lautet DE ESR.

### Postleitzahlen

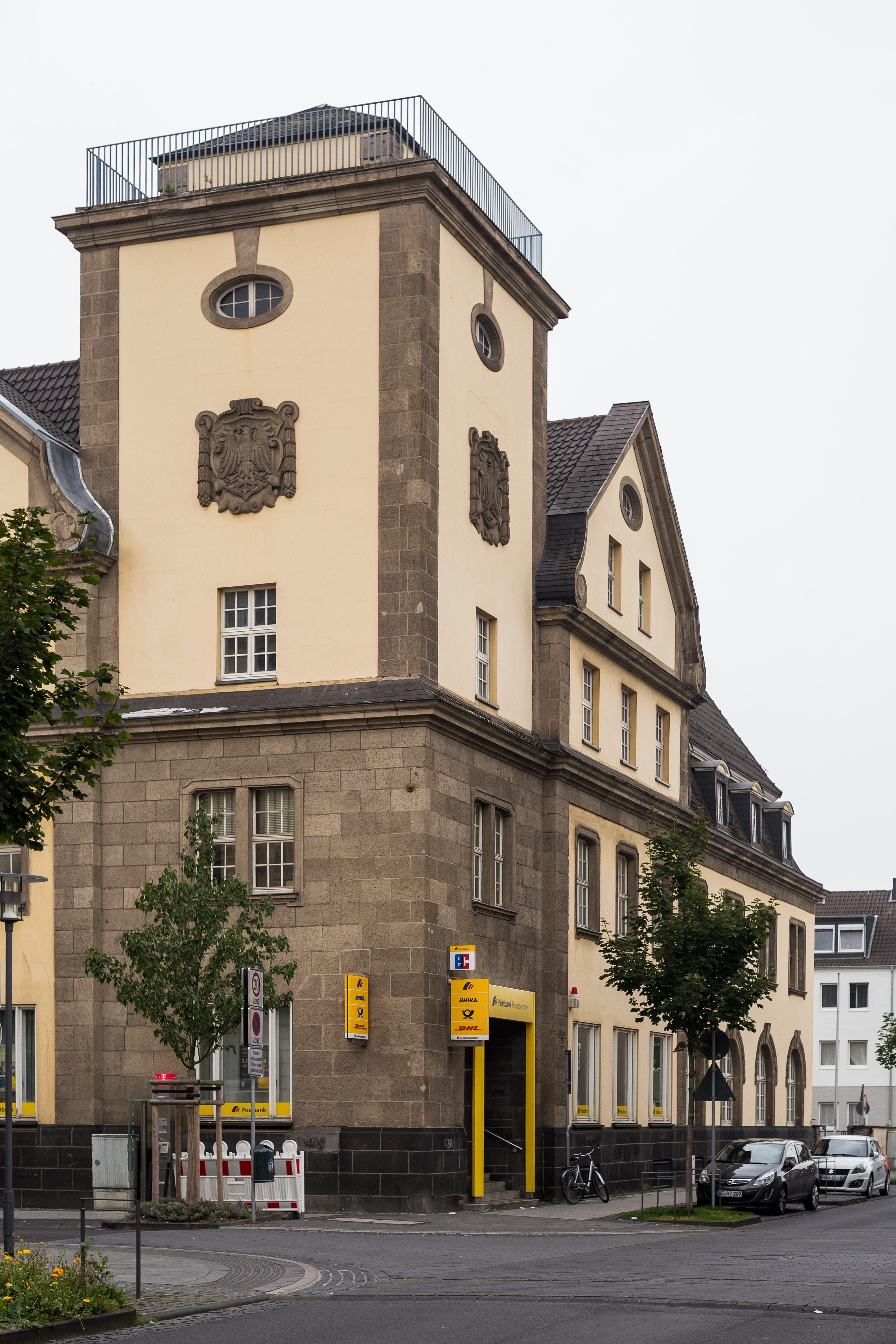
Bisheriges Gebäude der Hauptpost (seit 2016 Jobcenter)

Beim in den 1940er Jahren eingeführten Postleitzahlensystem hatte Eschweiler die Postleitzahl 22c. Beim Anfang der 1960er Jahre eingeführten System war es erst 518, später, ab 1974, dann 5180. Der Eschweiler Leitbereich 518 bestand aus fünf Postleitzahlen für sechzehn Orte, welche bis auf Eschweiler selbst den Zusatz /über Eschweiler führten (kursiv geschriebene Orte gehören heute nicht zur Stadt Eschweiler):
518: Eschweiler, Eschweiler-Hastenrath, Eschweiler-Scherpenseel, Eschweiler-Volkenrath
5181: Fronhoven, Hamich, Hehlrath, Heistern, Kinzweiler, Laurenzberg, Lohn, Merzbrück, St. Jöris, Schevenhütte, Schönthal, Wenau
5182: Weisweiler
5183: Dürwiß
5184: Gressenich
Seit 1993 gilt für den Leitbereich 52230 Eschweiler die folgende Zuordnung hier.
Seit 1993 ist die für Eschweiler geltende Zustellpostleitzahl 52249; Eschweiler ist somit eine der nach Einwohnern größten Städte Deutschlands, die mit einer einzigen Zustellpostleitzahl auskommen.